# Comuna Praid, Harghita
Praid (în maghiară: Parajd) este o comună în județul Harghita, Transilvania, România, formată din satele Becaș, Bucin, Ocna de Jos, Ocna de Sus, Praid (reședința) și Șașvereș.

## Demografie
Componența etnică a comunei Praid
     Maghiari (87,89%)
     Romi (4,83%)
     Alte etnii (0,66%)
     Necunoscută (6,62%)
Componența confesională a comunei Praid
     Reformați (62,73%)
     Romano-catolici (22,26%)
     Martori ai lui Iehova (3,75%)
     Alte religii (4,25%)
     Necunoscută (7,02%)
Conform recensământului efectuat în 2021, populația comunei Praid se ridică la 6.542 de locuitori, în creștere față de recensământul anterior din 2011, când fuseseră înregistrați 6.502 locuitori. Majoritatea locuitorilor sunt maghiari (87,89%), cu o minoritate de romi (4,83%), iar pentru 6,62% nu se cunoaște apartenența etnică. Din punct de vedere confesional, majoritatea locuitorilor sunt reformați (62,73%), cu minorități de romano-catolici (22,26%) și martori ai lui Iehova (3,75%), iar pentru 7,02% nu se cunoaște apartenența confesională.

## Politică și administrație
Comuna Praid este administrată de un primar și un consiliu local compus din 15 consilieri. Primarul, László Nyágrus[*], de la Uniunea Democrată Maghiară din România, este în funcție din octombrie 2020. Începând cu alegerile locale din 2024, consiliul local are următoarea componență pe partide politice:
|  | Partid                                 | Consilieri | Componența Consiliului | Componența Consiliului | Componența Consiliului | Componența Consiliului | Componența Consiliului | Componența Consiliului | Componența Consiliului | Componența Consiliului | Componența Consiliului | Componența Consiliului | Componența Consiliului | Componența Consiliului | Componența Consiliului |
|  | -------------------------------------- | ---------- | ---------------------- | ---------------------- | ---------------------- | ---------------------- | ---------------------- | ---------------------- | ---------------------- | ---------------------- | ---------------------- | ---------------------- | ---------------------- | ---------------------- | ---------------------- |
|  | Uniunea Democrată Maghiară din România | 13         |                        |                        |                        |                        |                        |                        |                        |                        |                        |                        |                        |                        |                        |
|  | Alianța Maghiară din Transilvania      | 2          |                        |                        |                        |                        |                        |                        |                        |                        |                        |                        |                        |                        |                        |

## Vezi și
- Biserica reformată din Praid
- Salina Praid
- Muntele de sare Praid
- Biserica reformată din Ocna de Jos
- Biserica reformată din Ocna de Sus
- Dealurile Târnavelor și Valea Nirajului
- Depresiunea și Munții Giurgeului (arie de protecție specială avifaunistică)
- Dealurile Târnavei Mici - Bicheș (sit de importanță comunitară)
- Călimani - Gurghiu (sit de importanță comunitară)

## Imagini

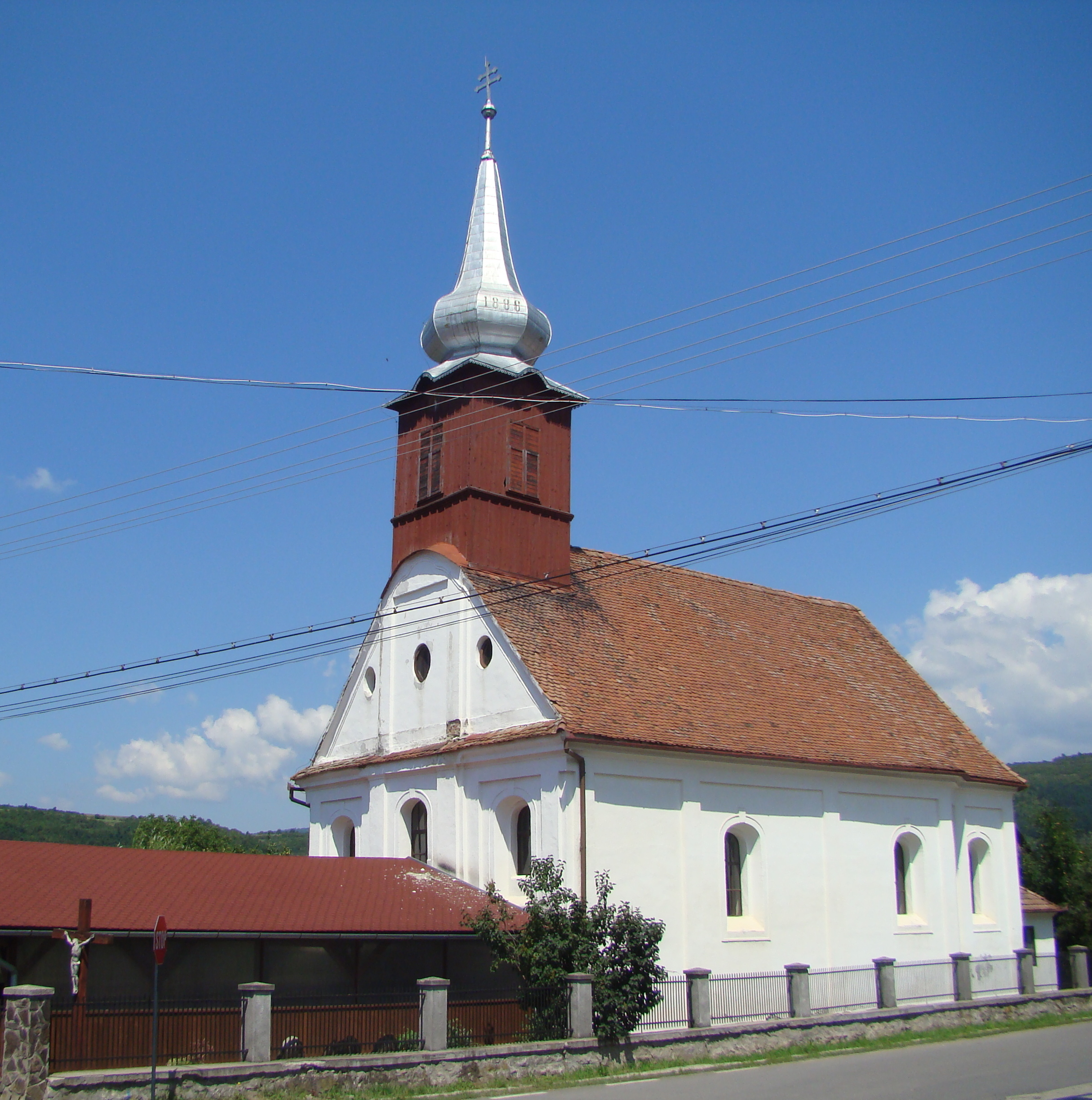
Biserica romano-catolică veche (1800)
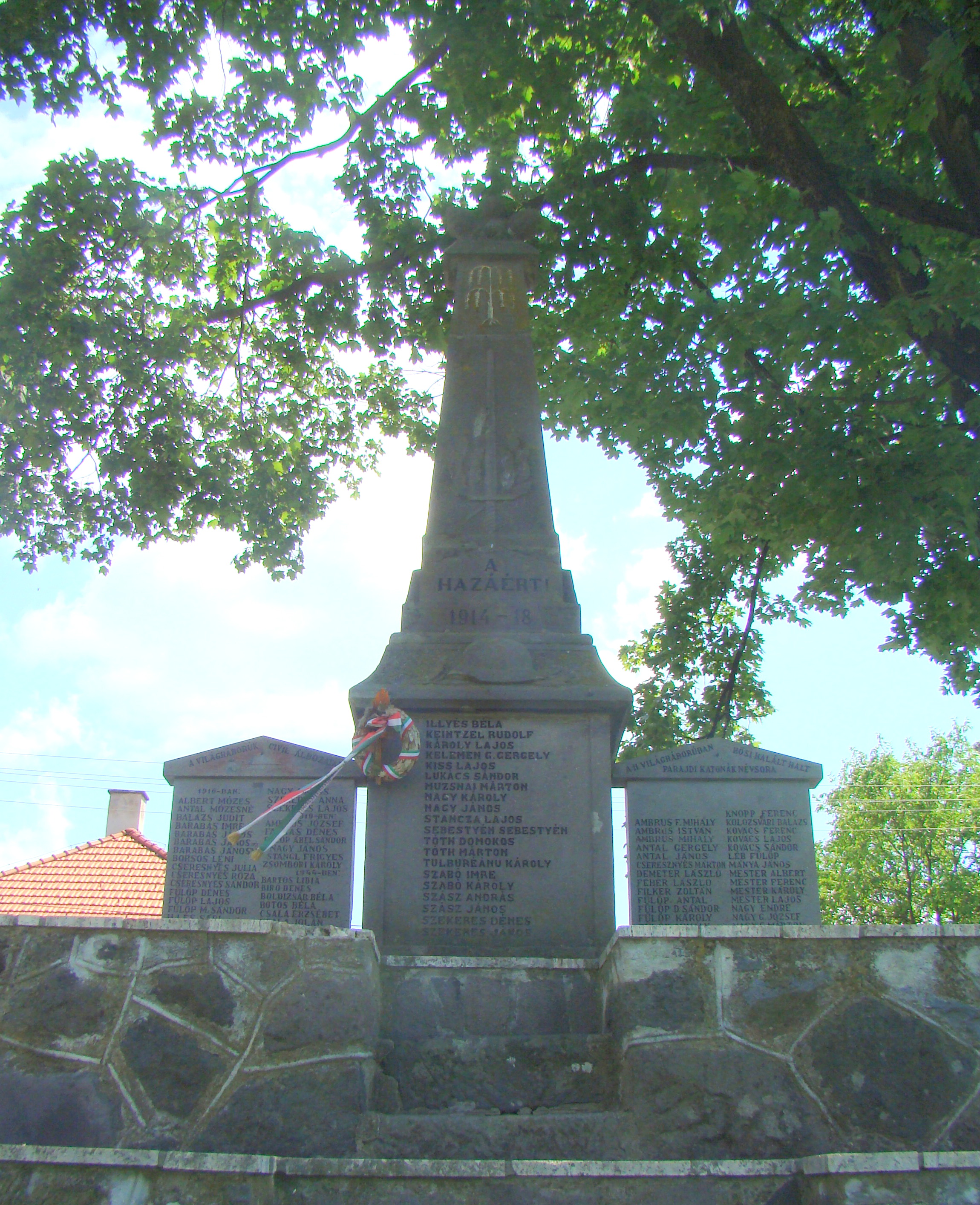
Monumentul eroilor din parcul comunei
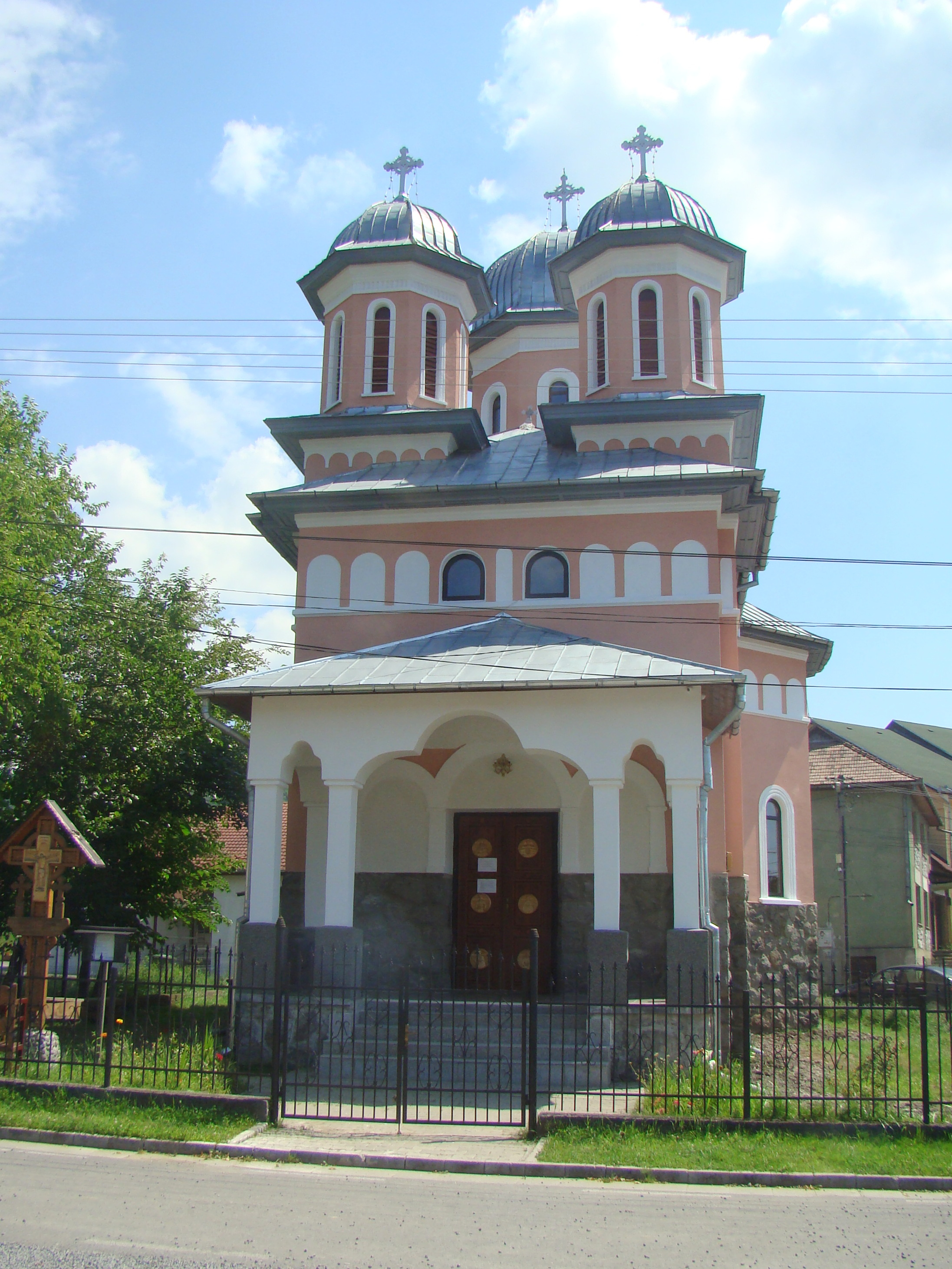
Biserica ortodoxă „Sfânta Treime” (1929)
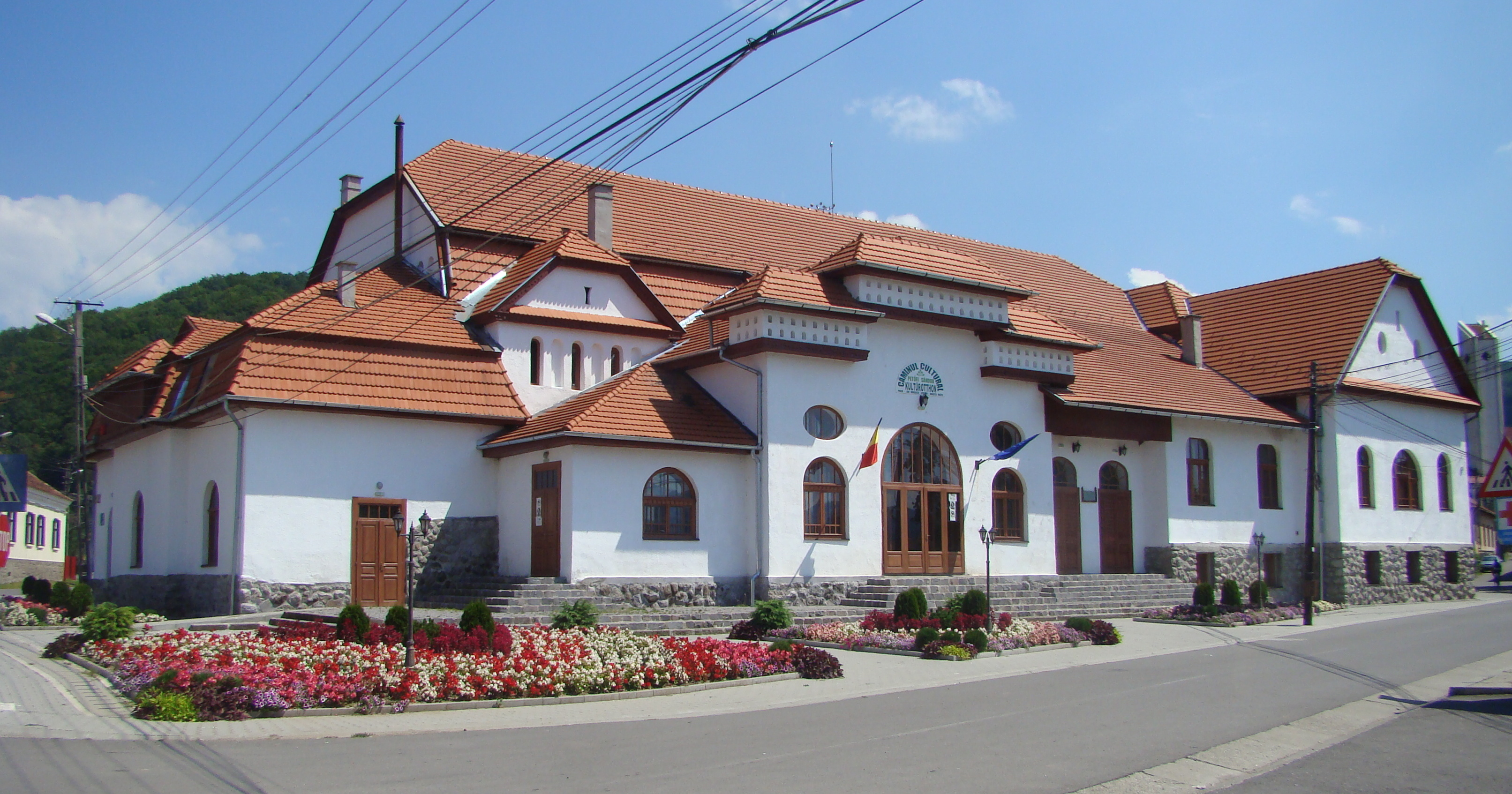
Căminul cultural „Petőfi Sándor”
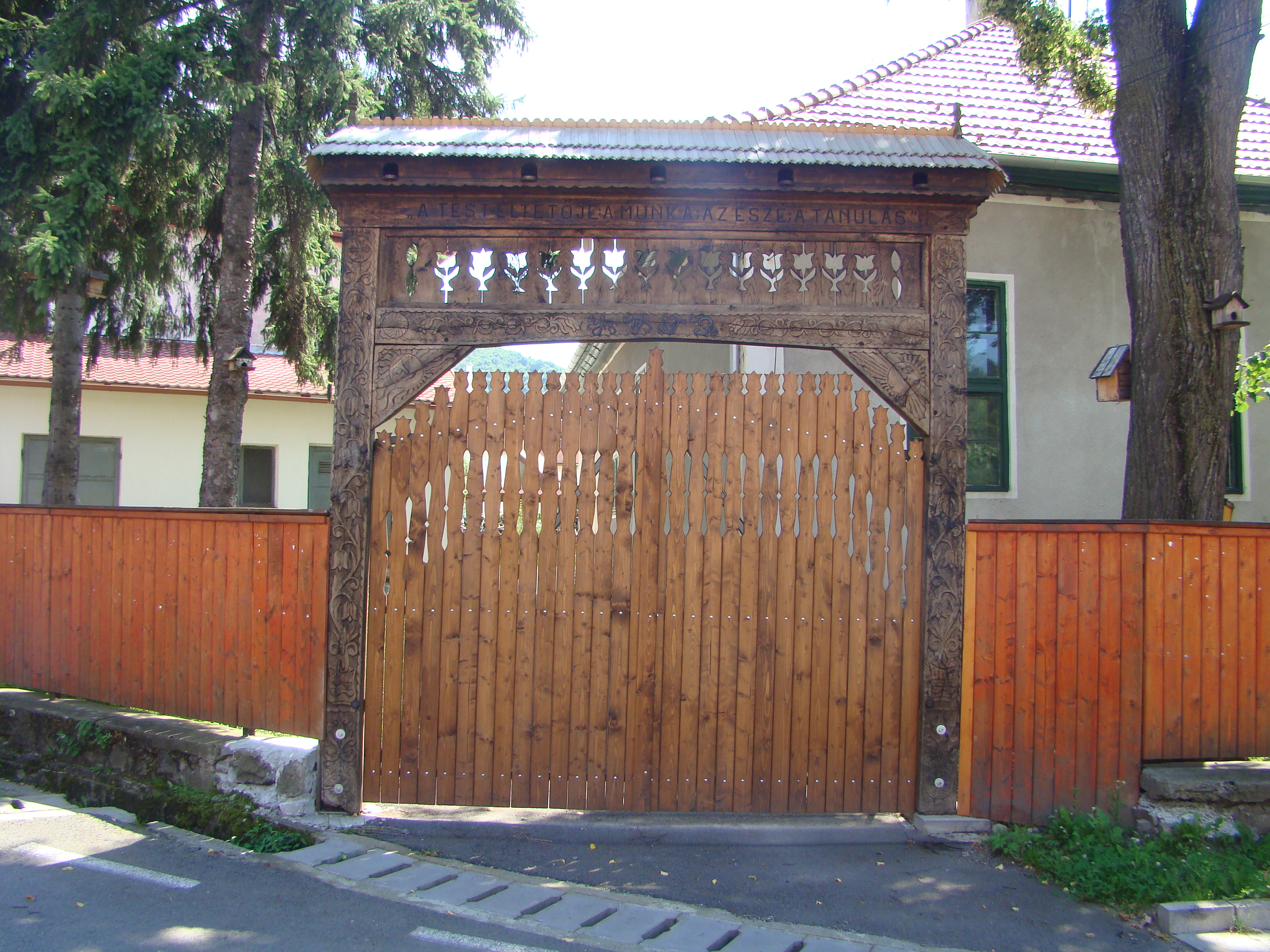
Poartă secuiască de lemn
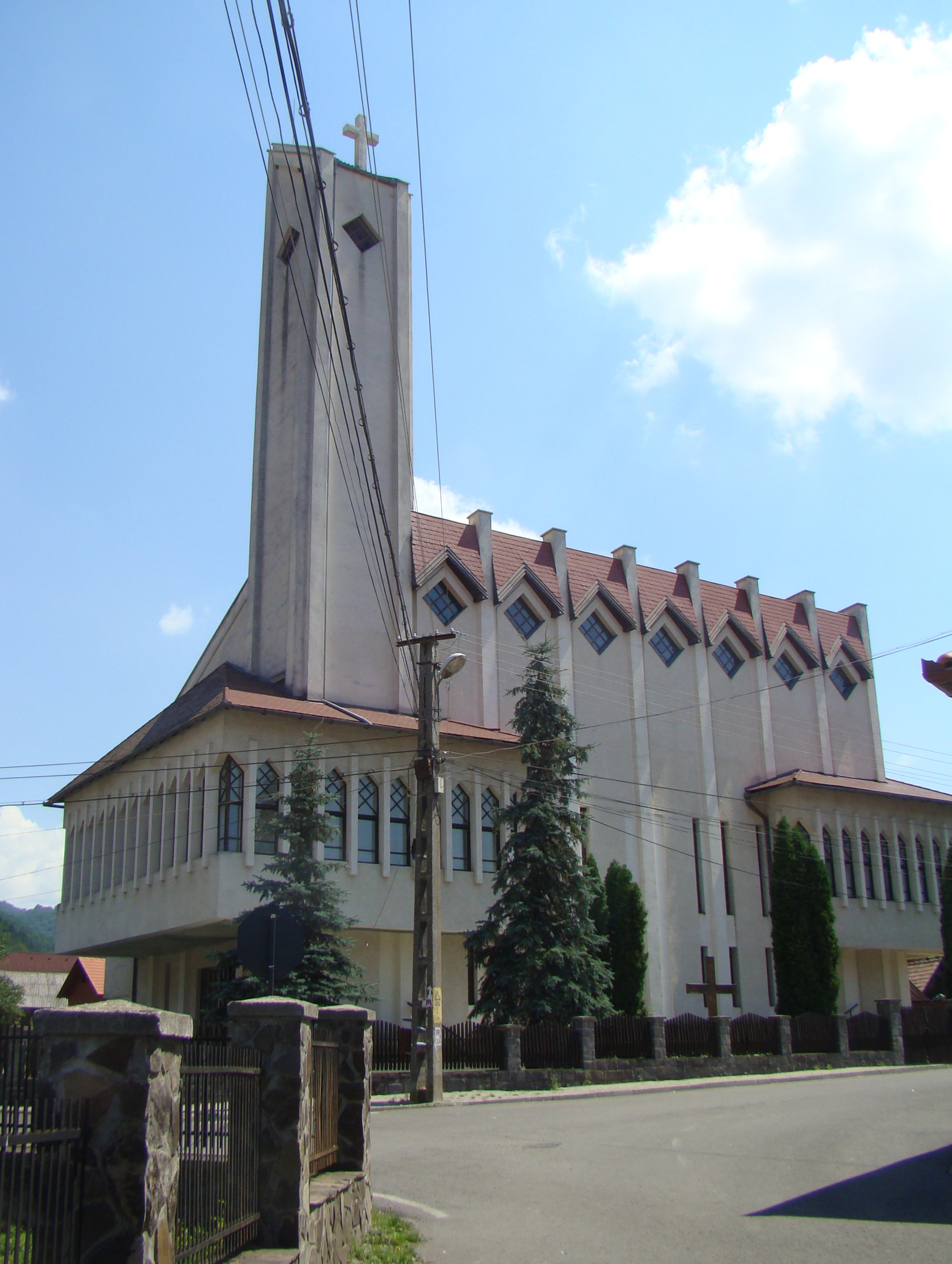
Biserica romano-catolică nouă (1998)
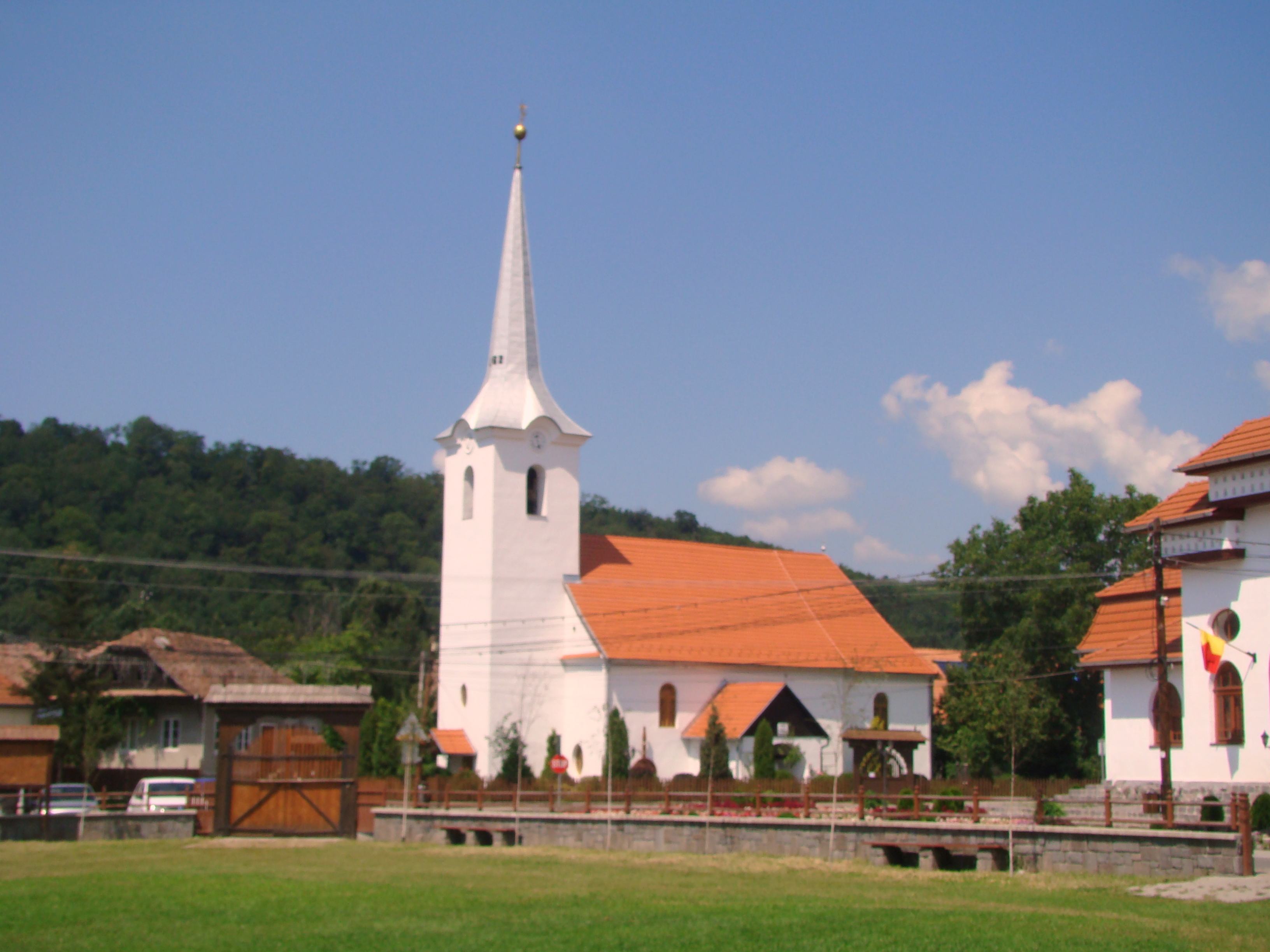
Biserica reformată (monument istoric)
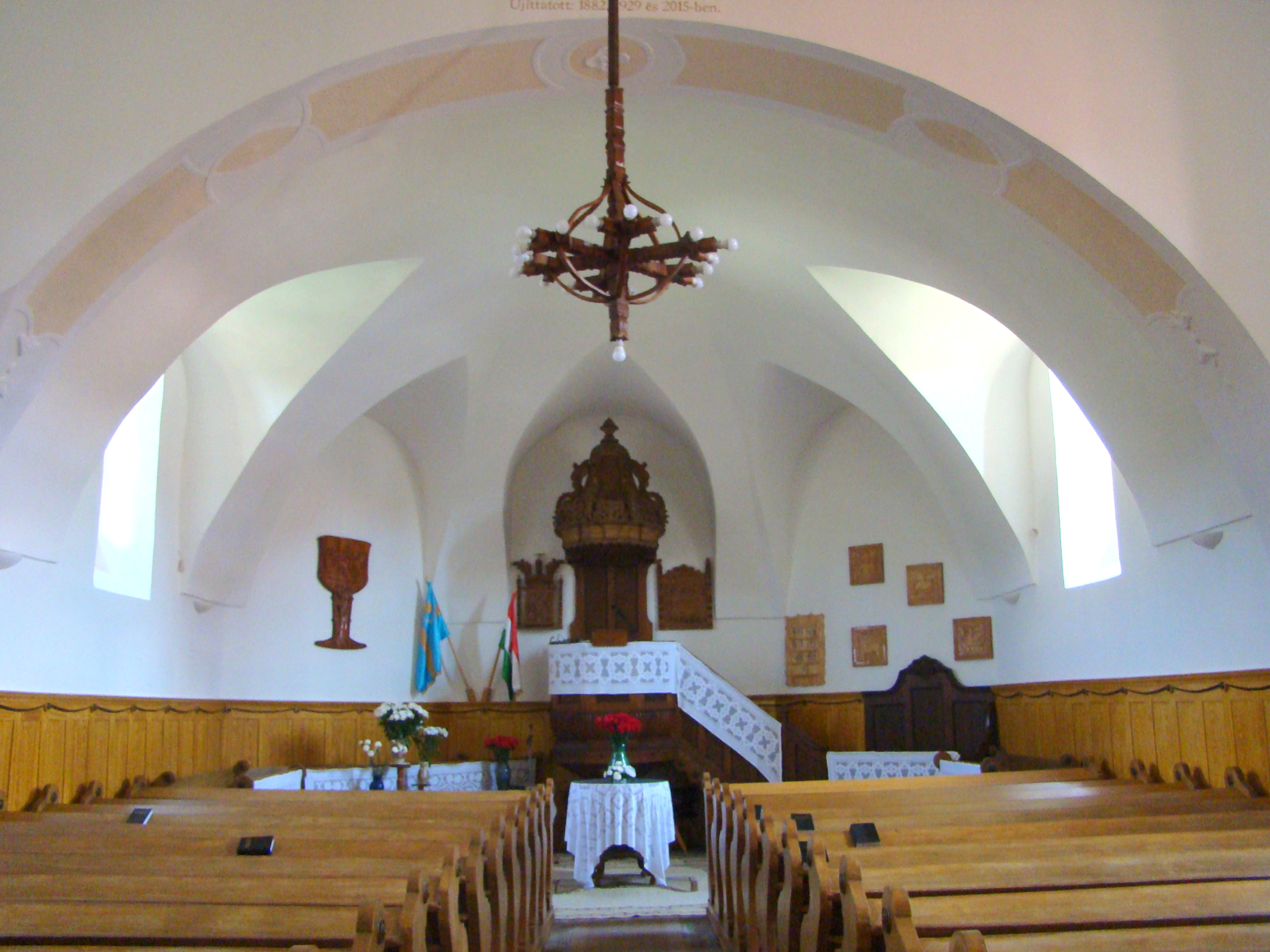
Biserica reformată (monument istoric)
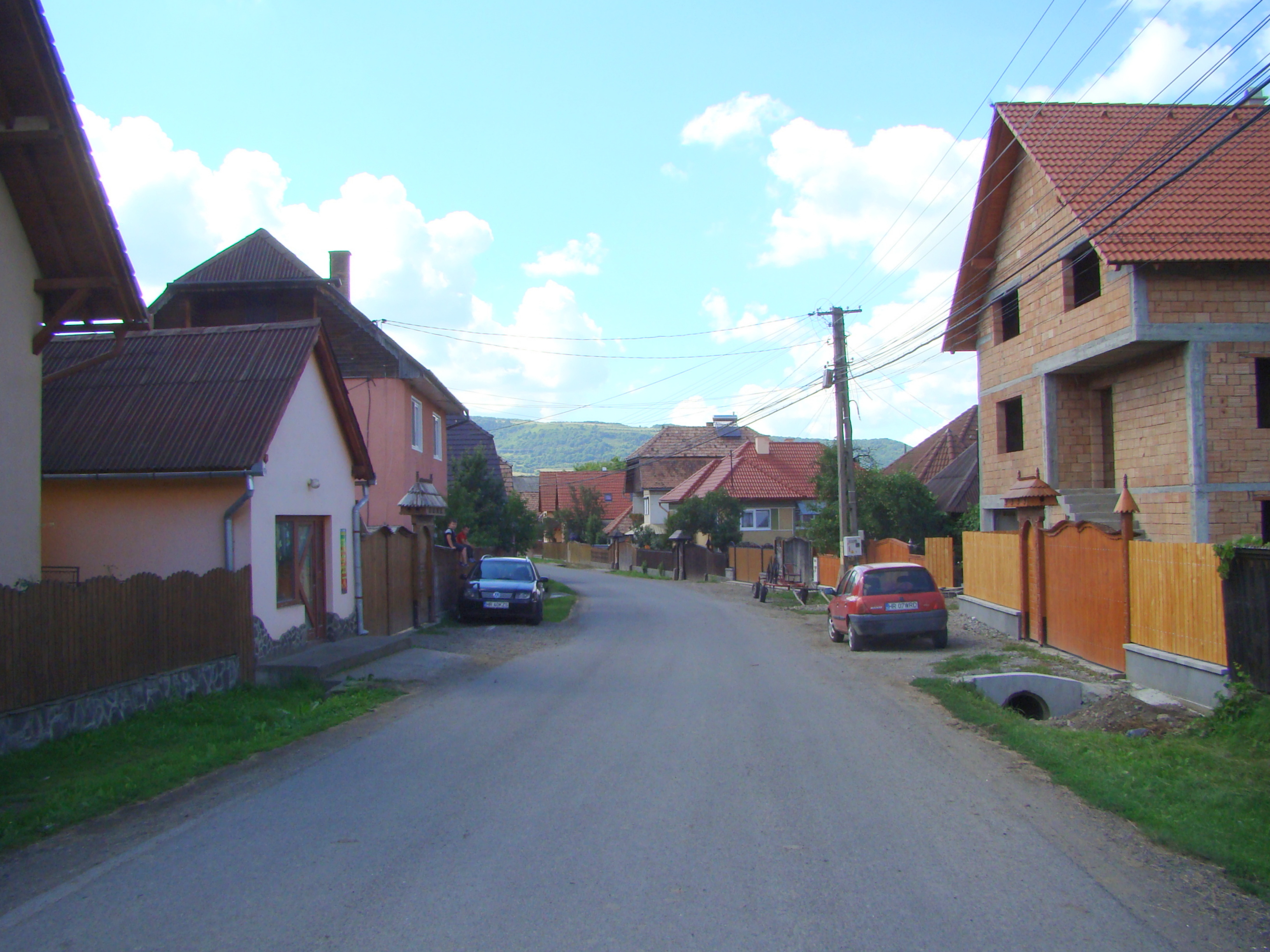
Ocna de Jos
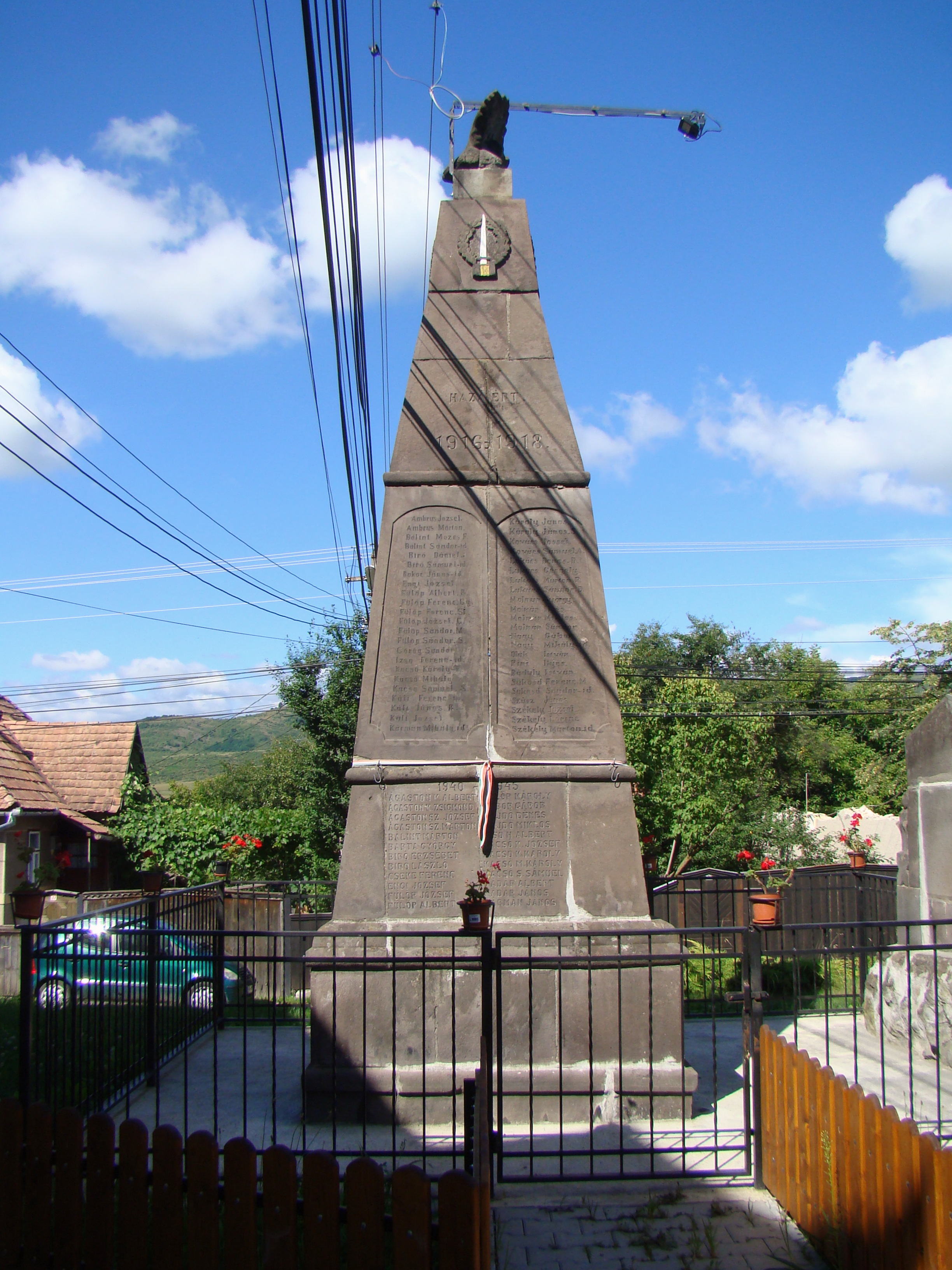
Monumentul eroilor din Ocna de Jos
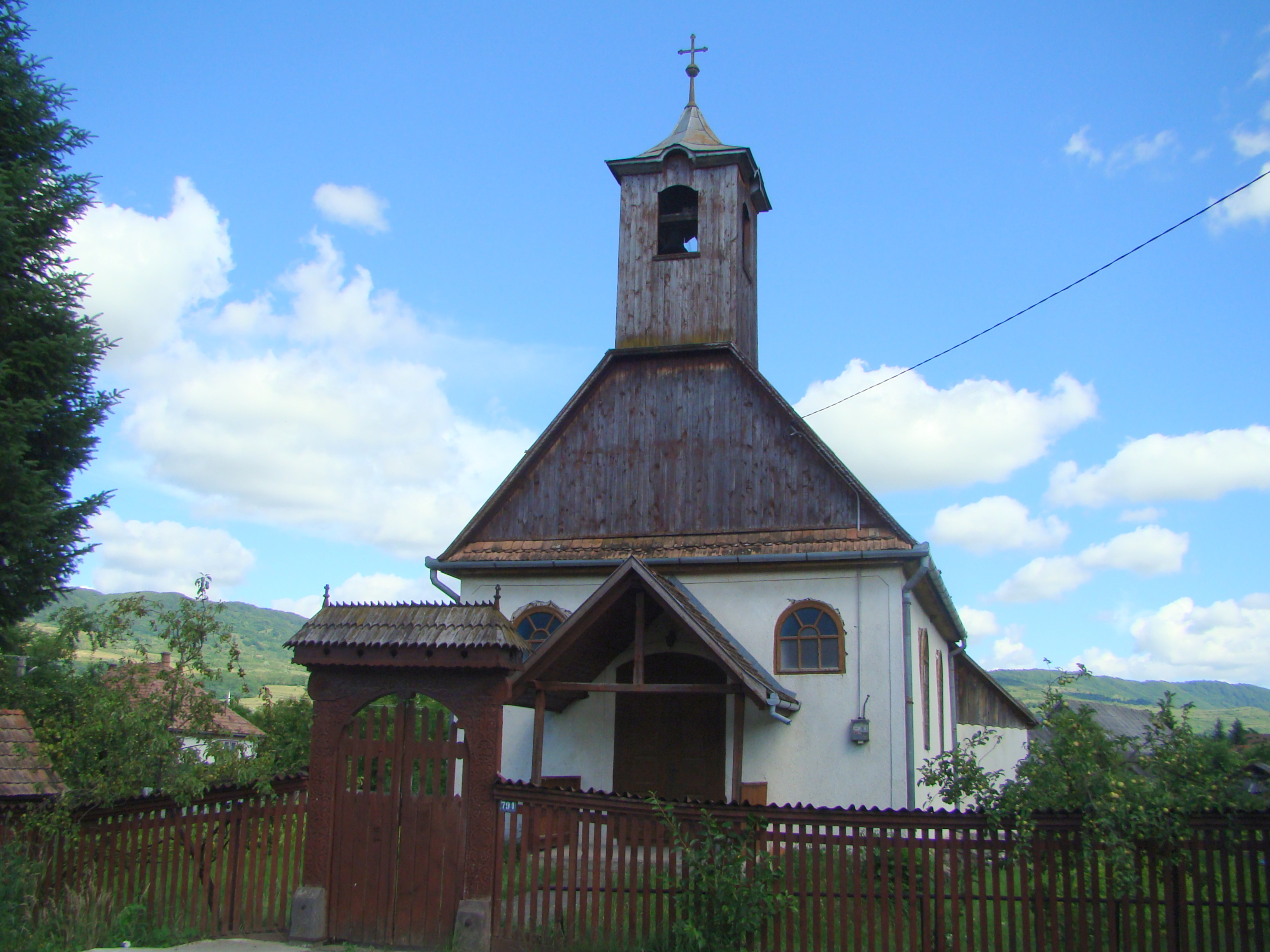
Biserica romano-catolică
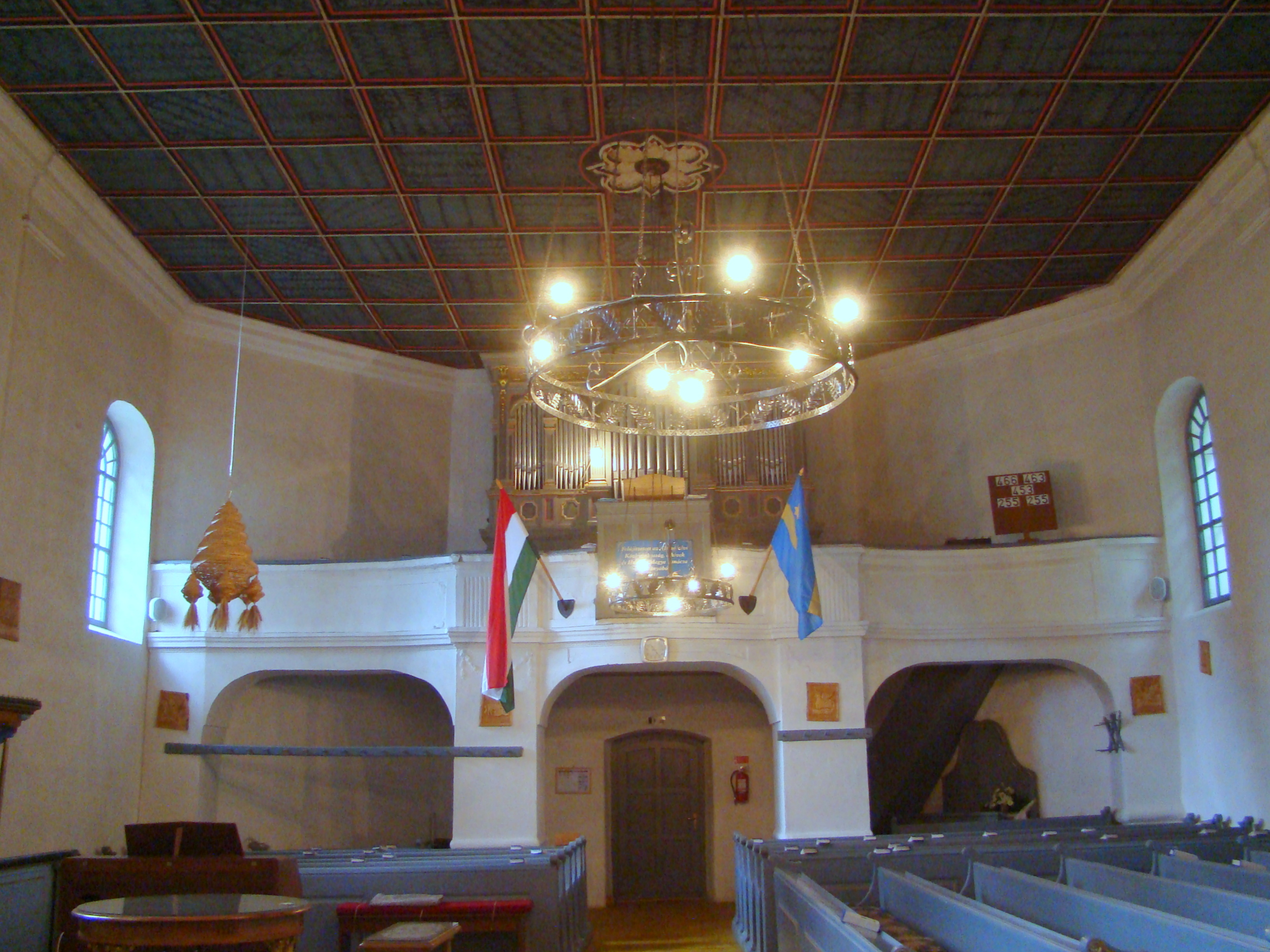
Biserica reformată din Ocna de Jos
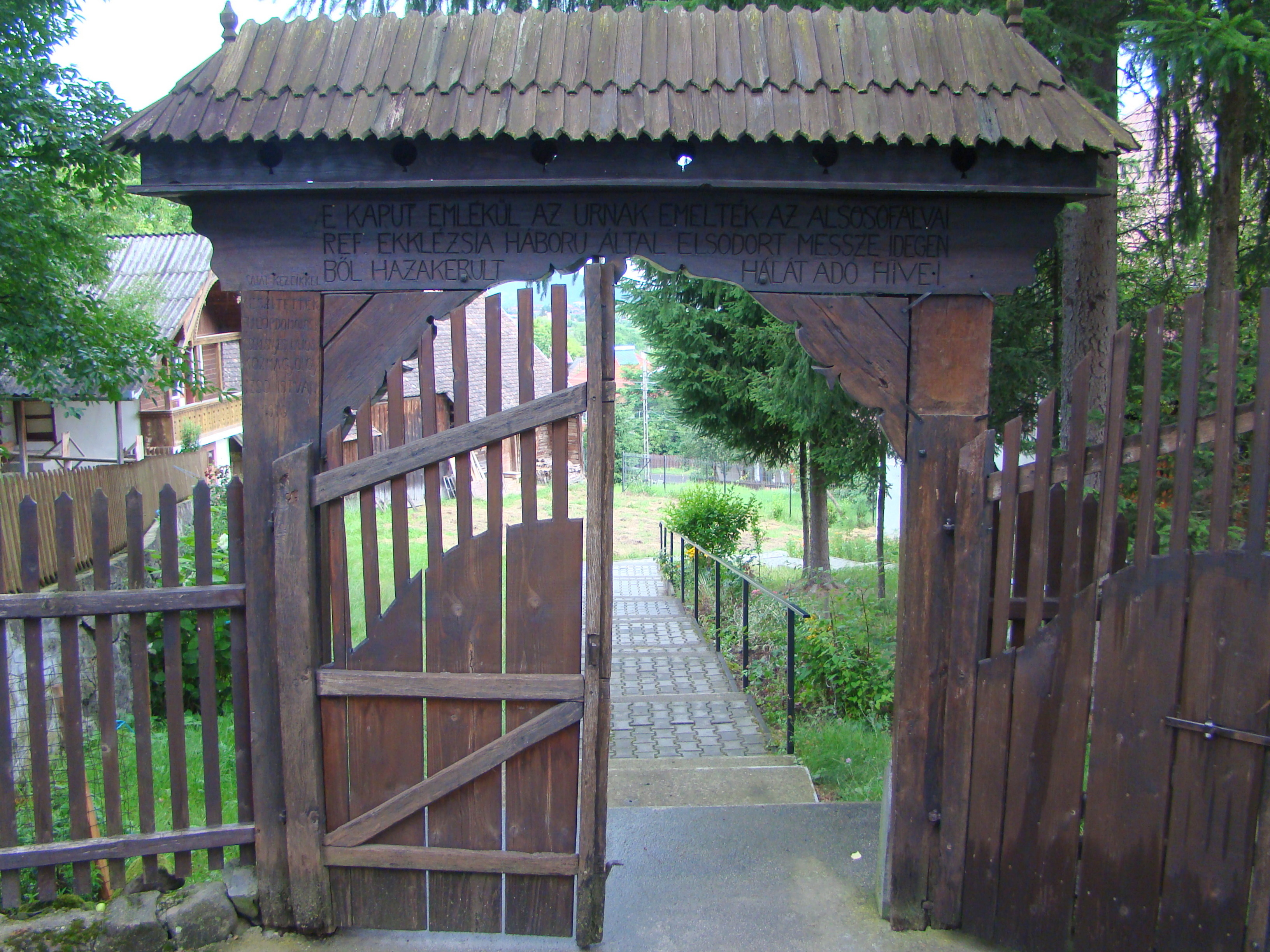
Poarta de lemn a bisericii
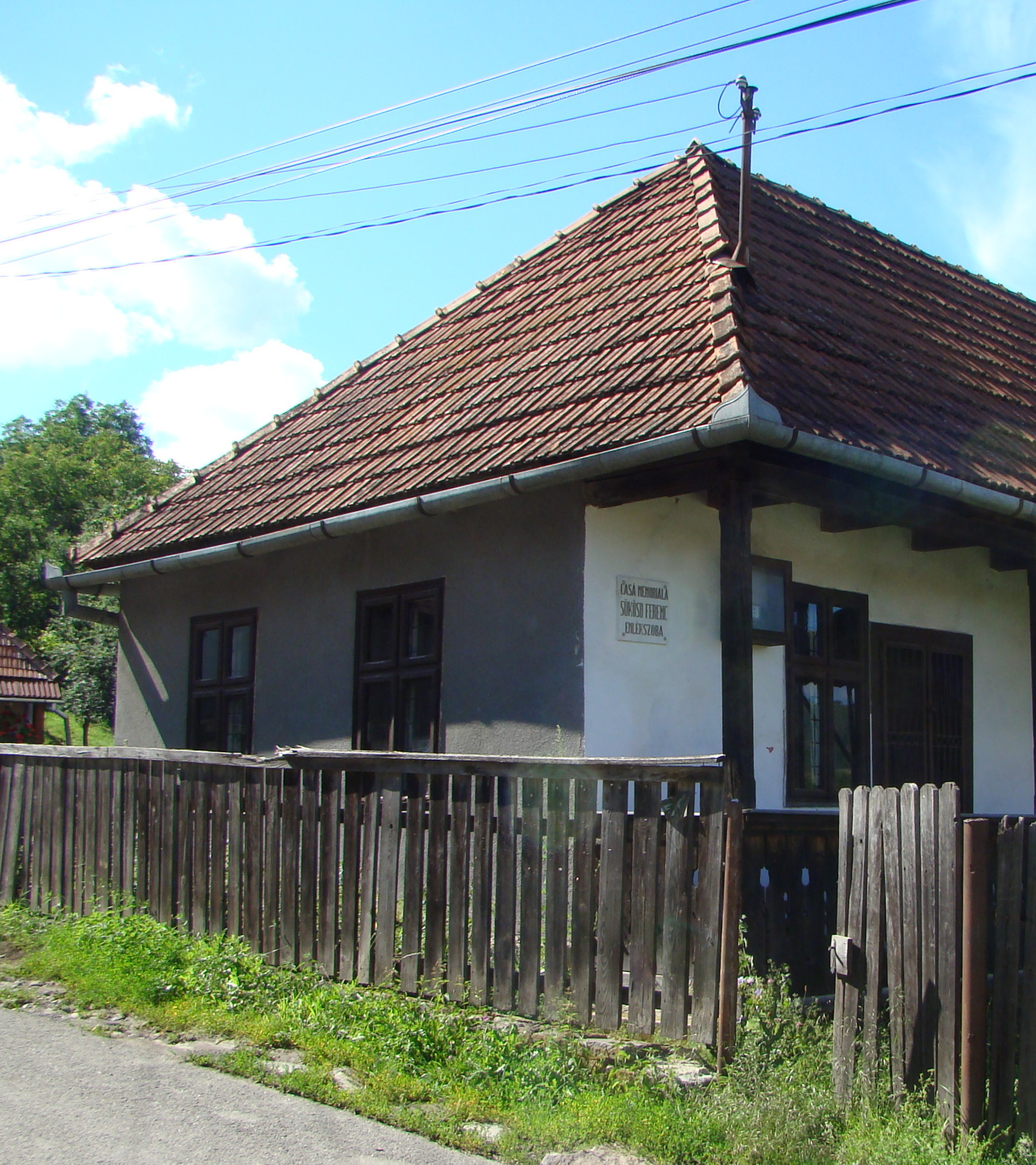
Casa memorială Sükösd Ferenc
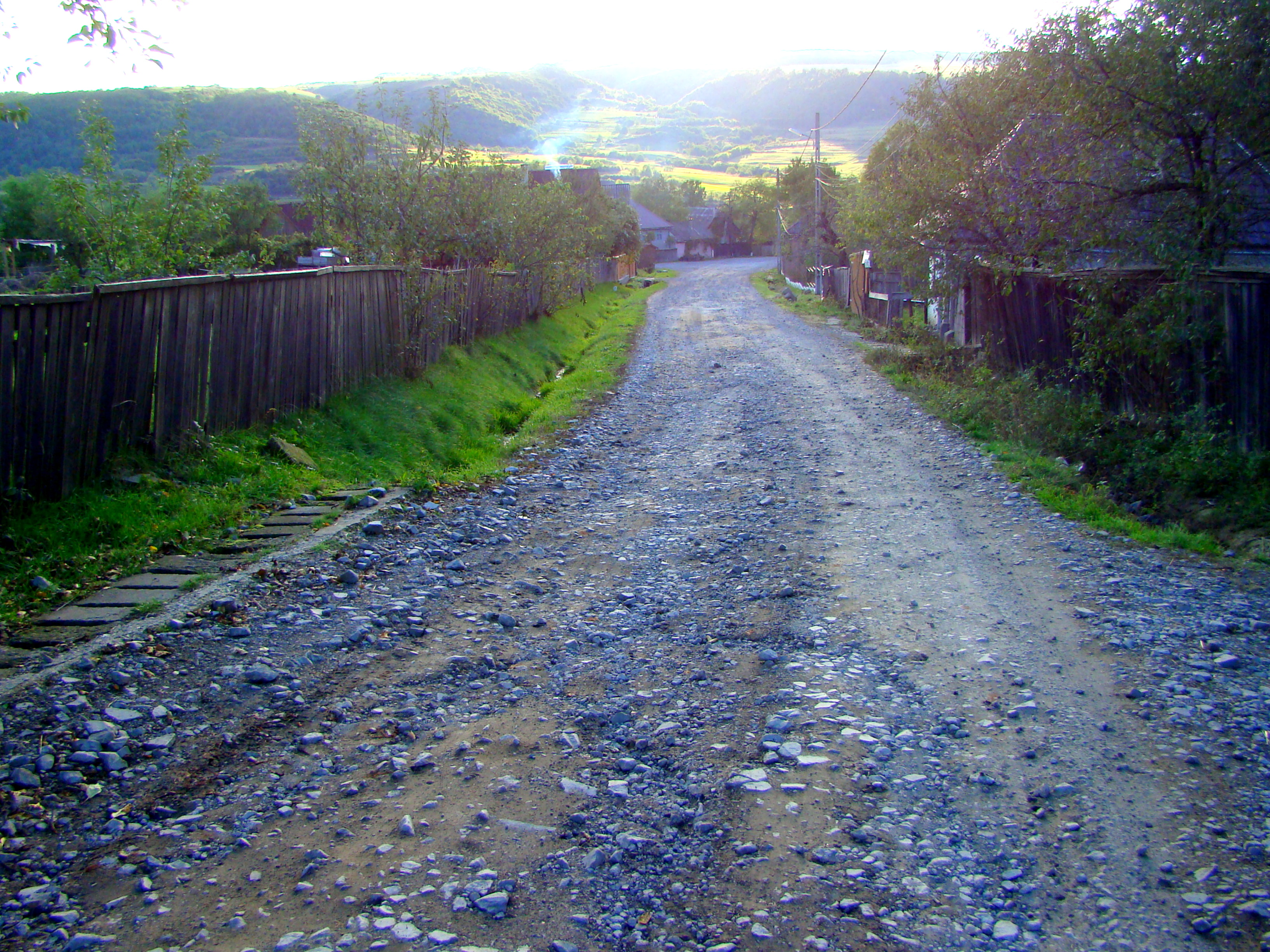
Ocna de Sus
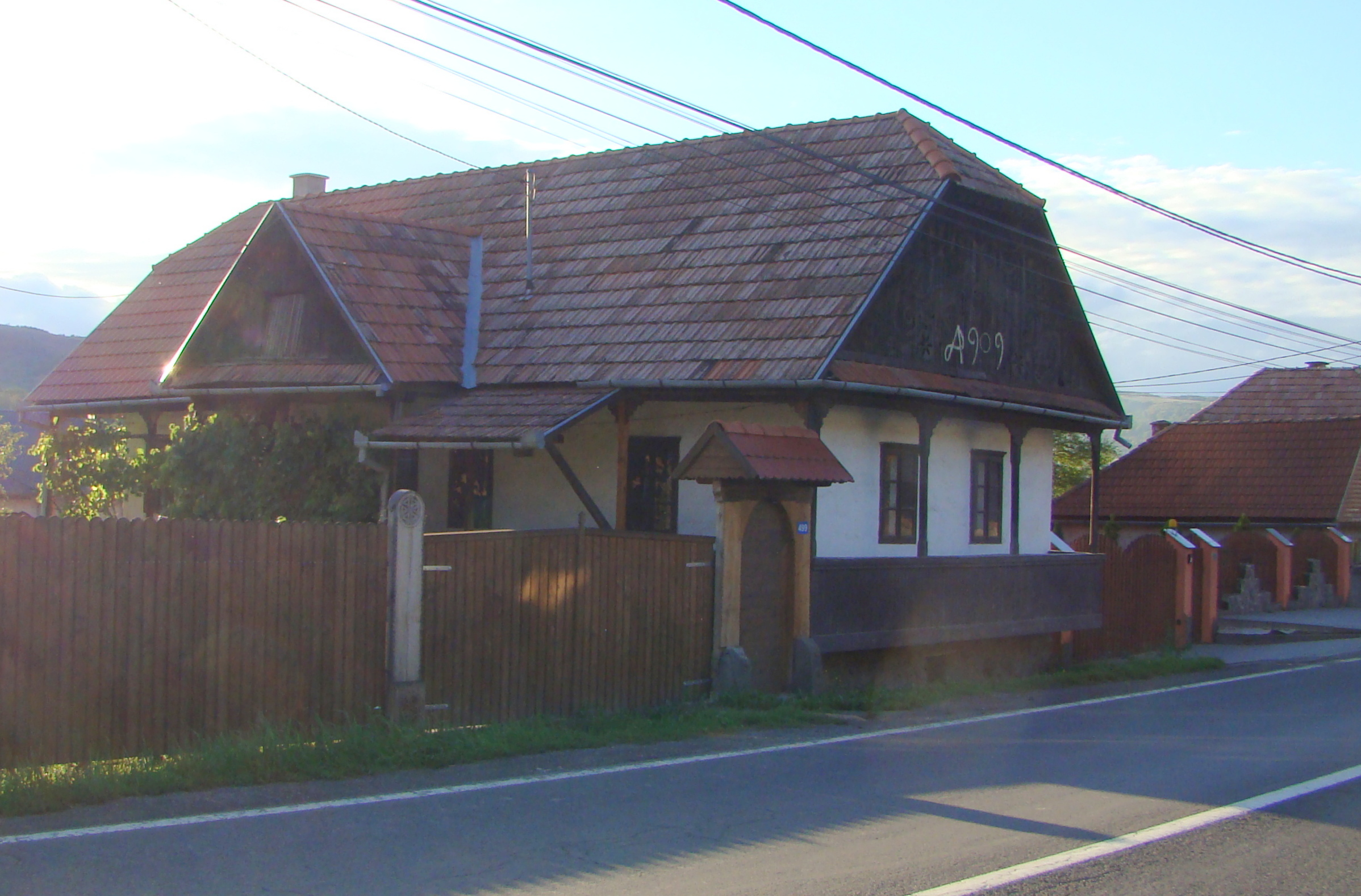
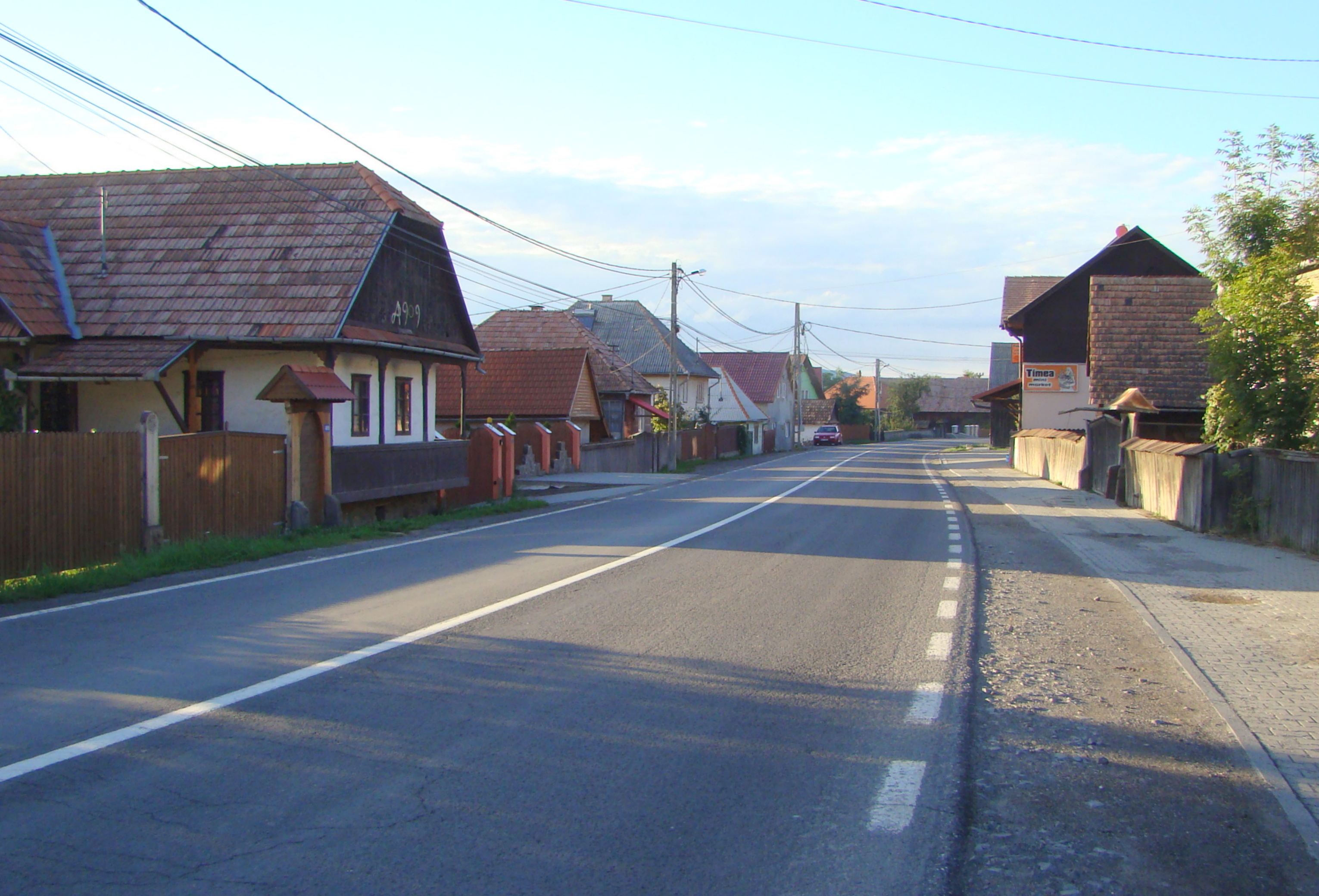
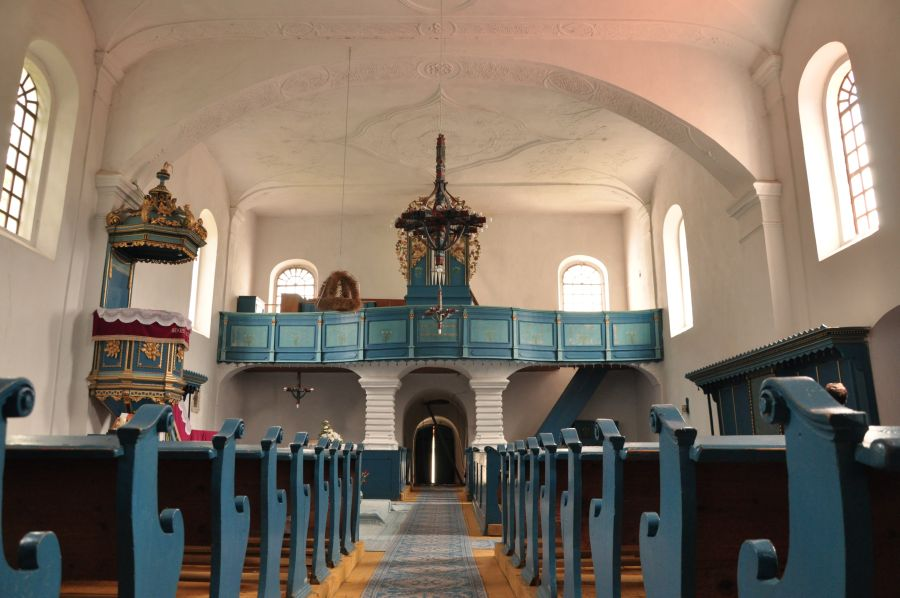
Biserica reformată din Ocna de Sus
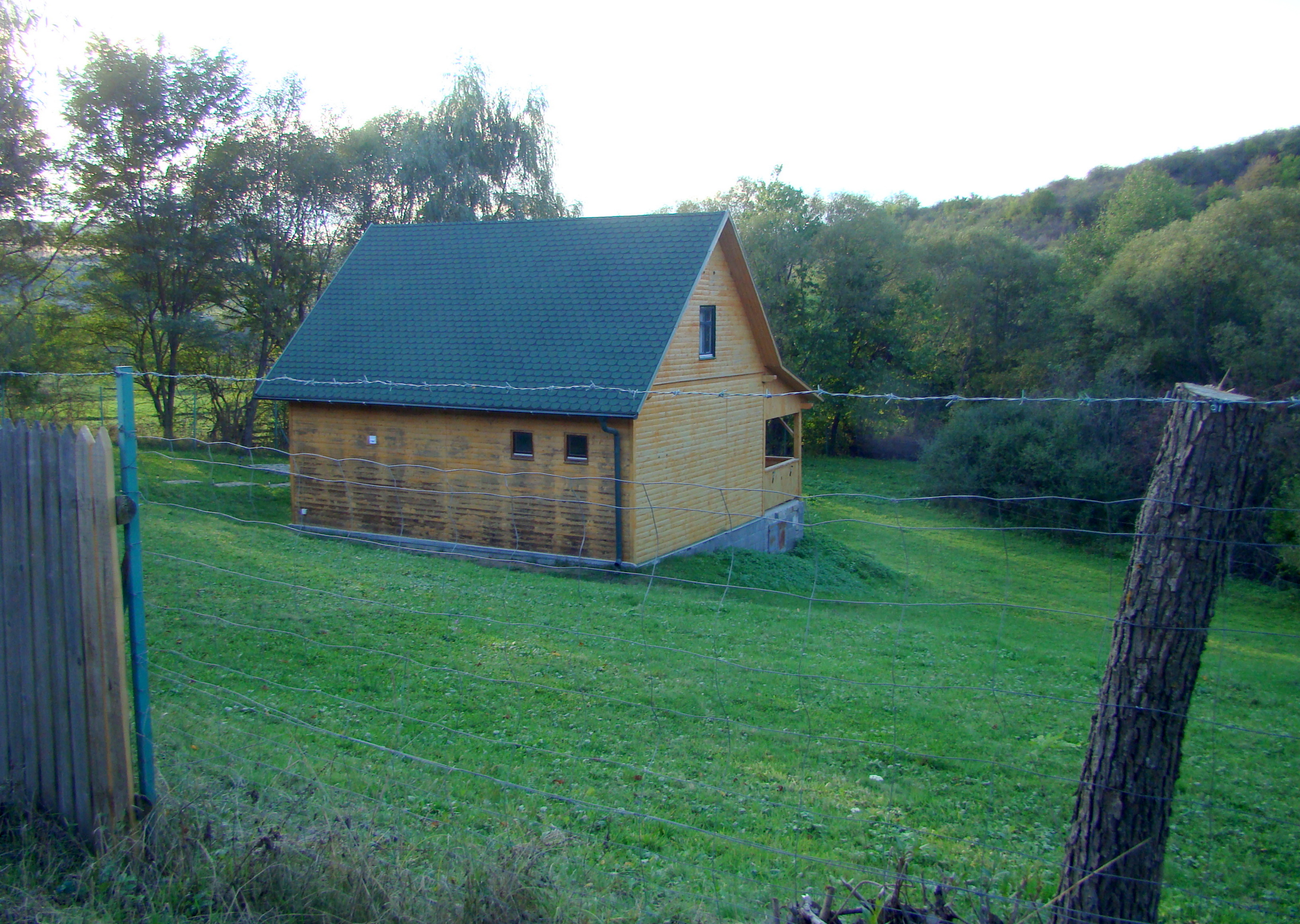
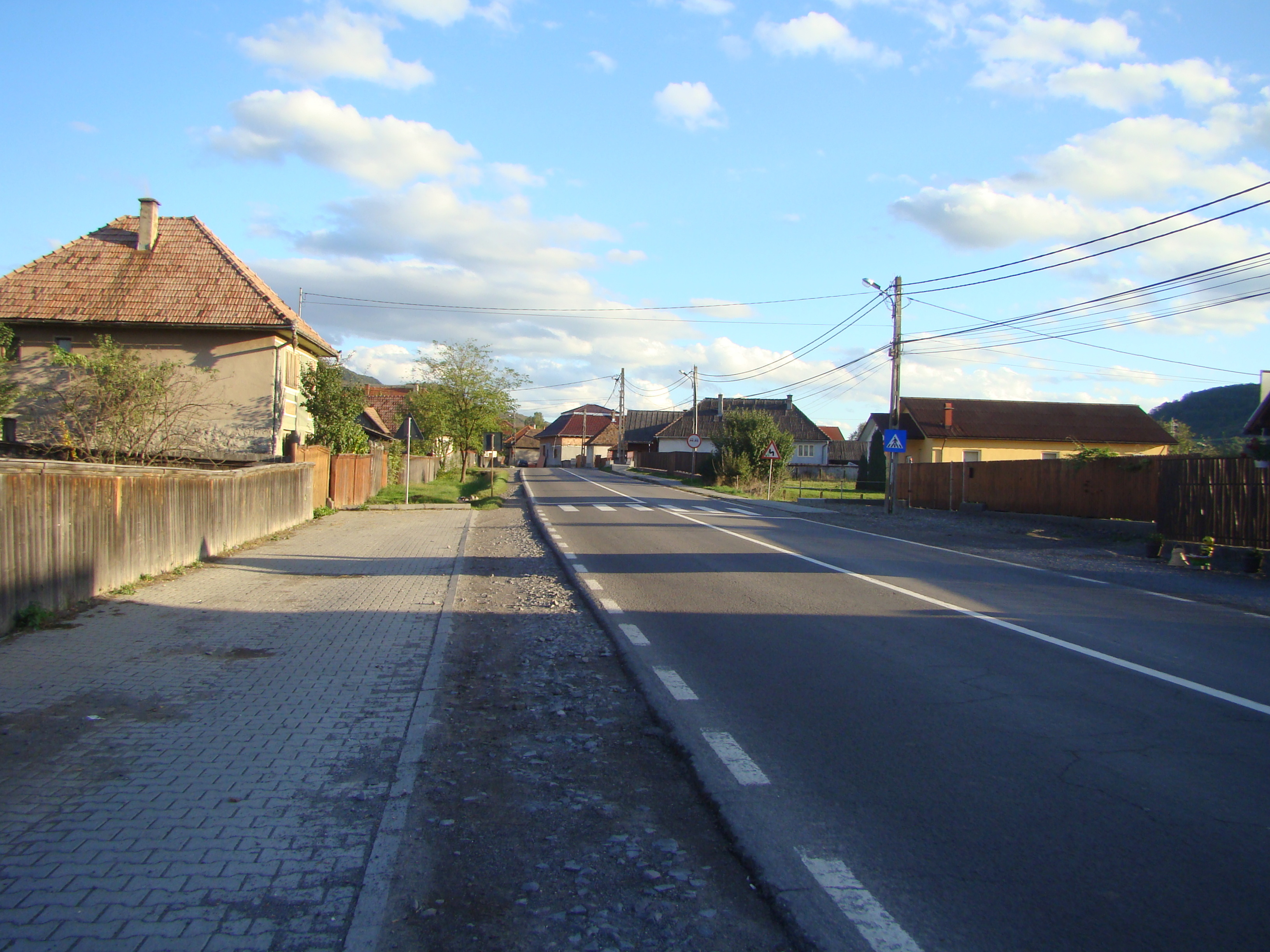
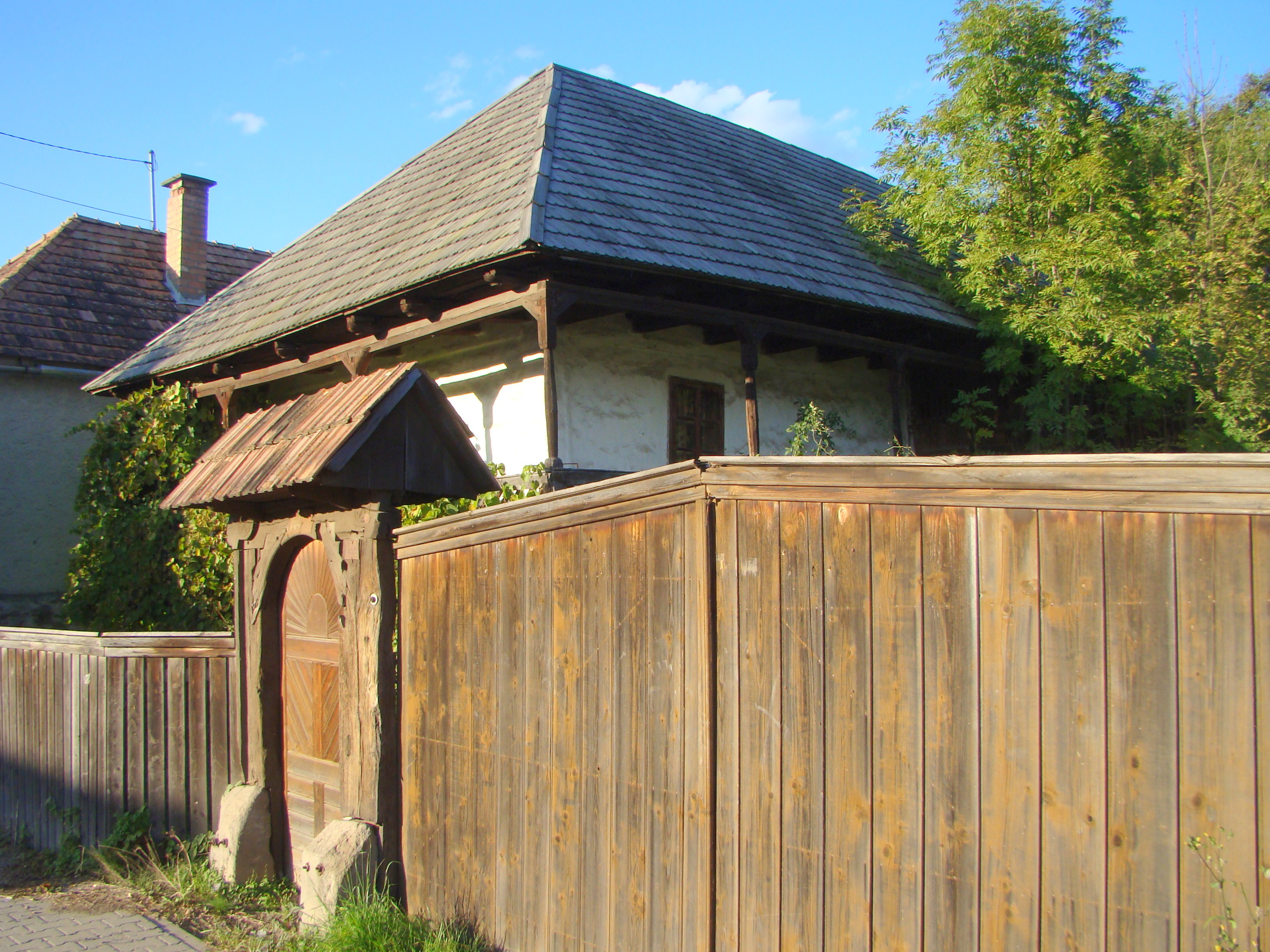
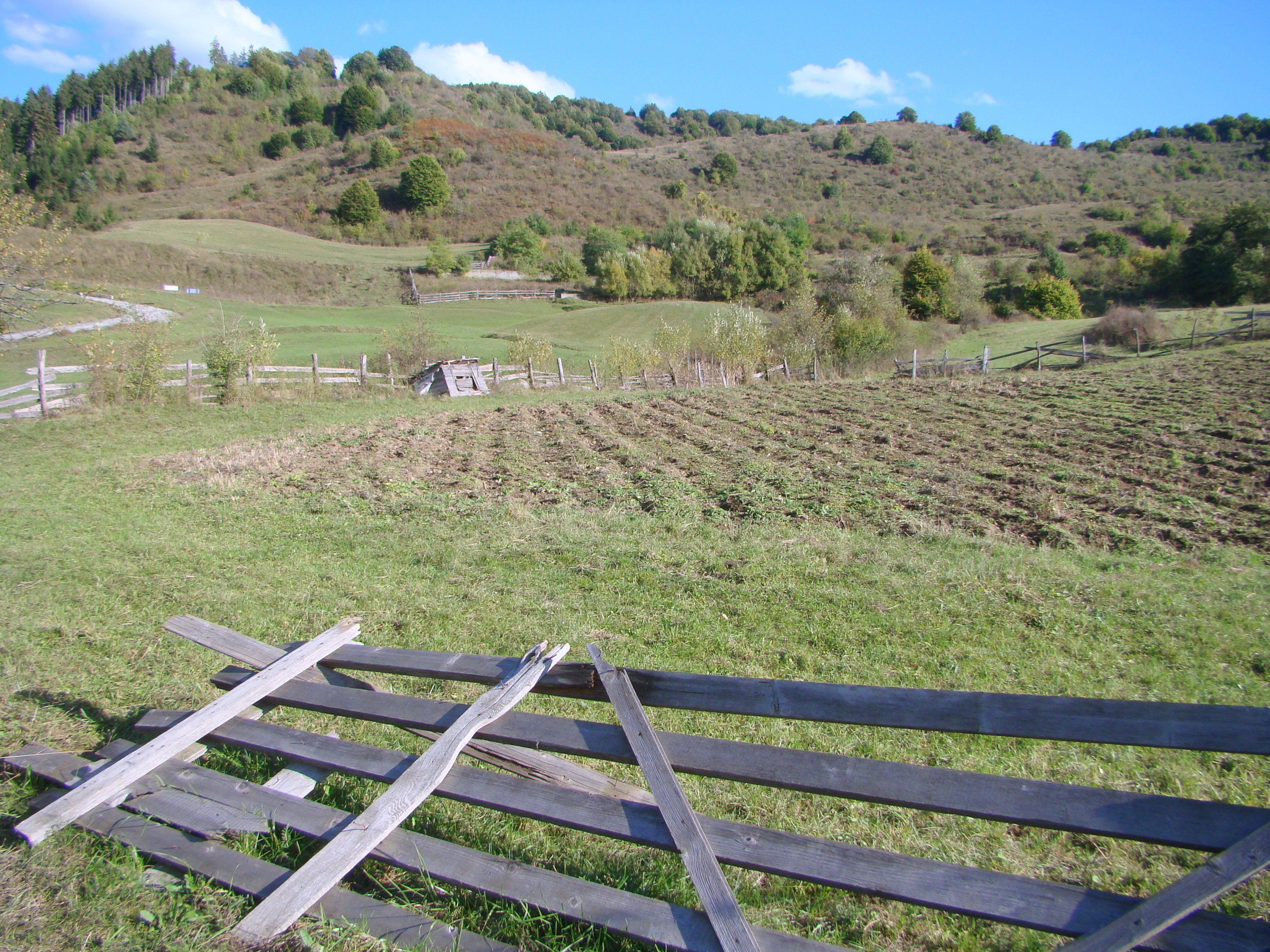
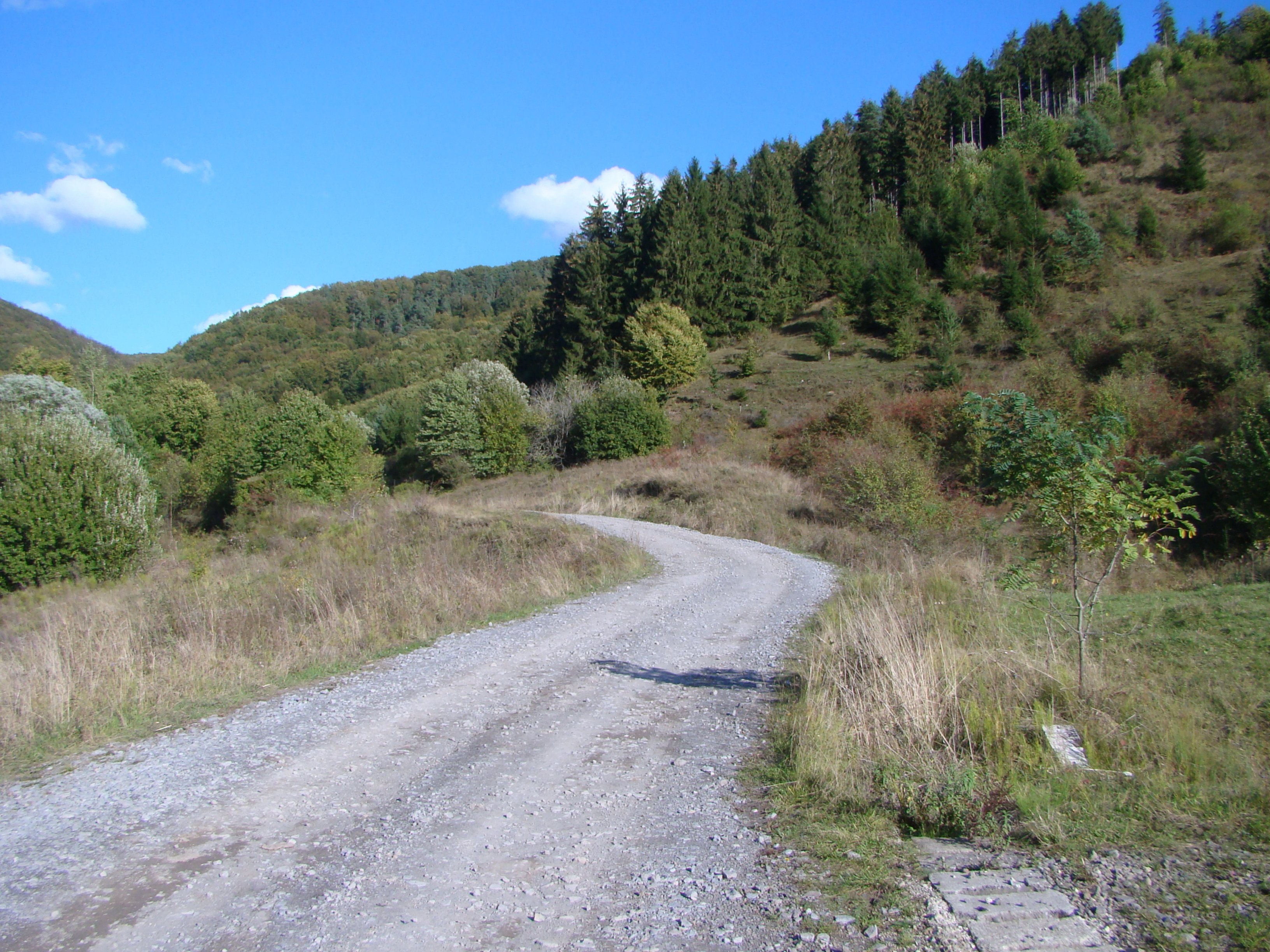
Drumul Ocna de Sus-Becaș
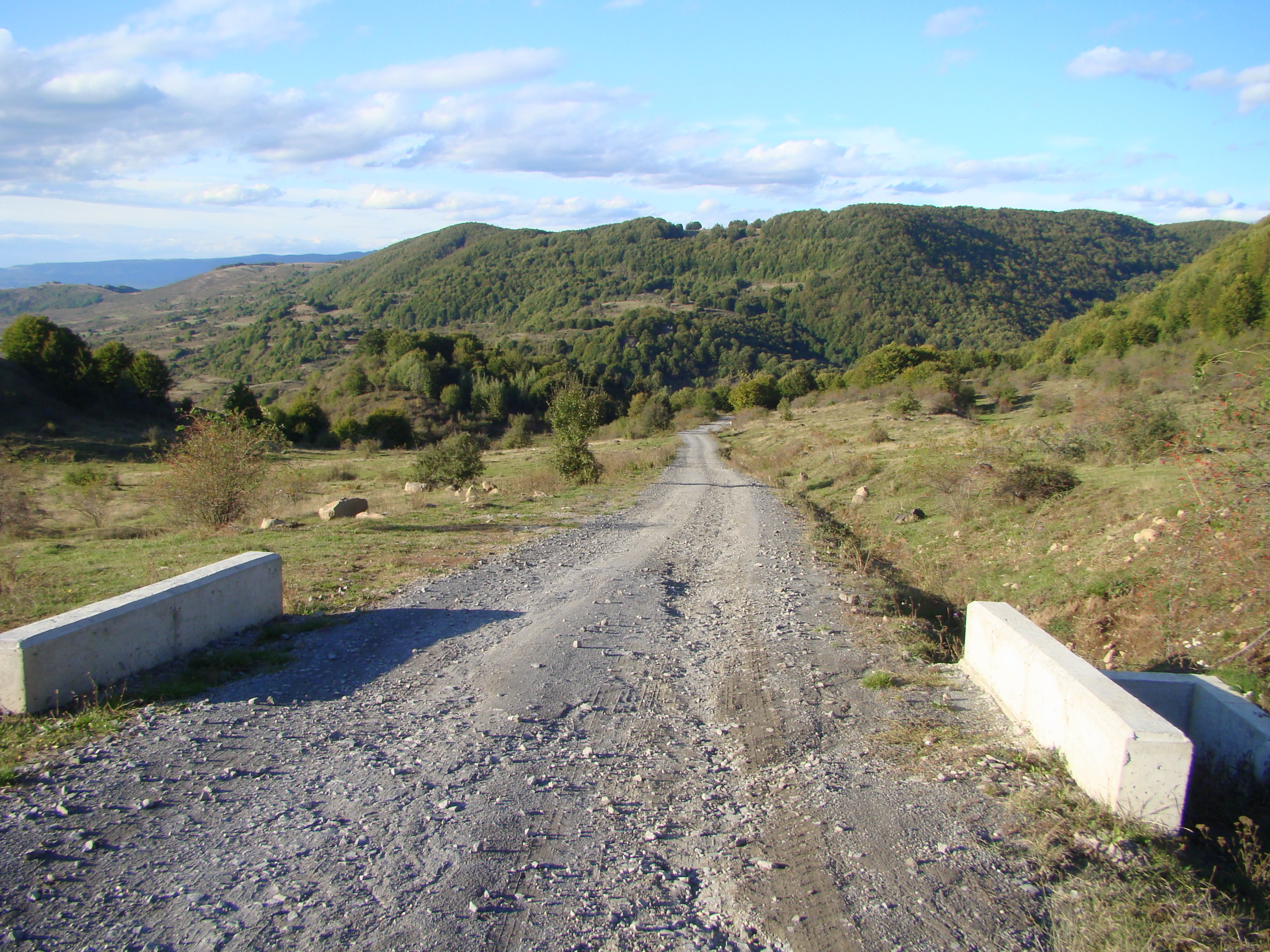
Drumul Ocna de Sus-Becaș
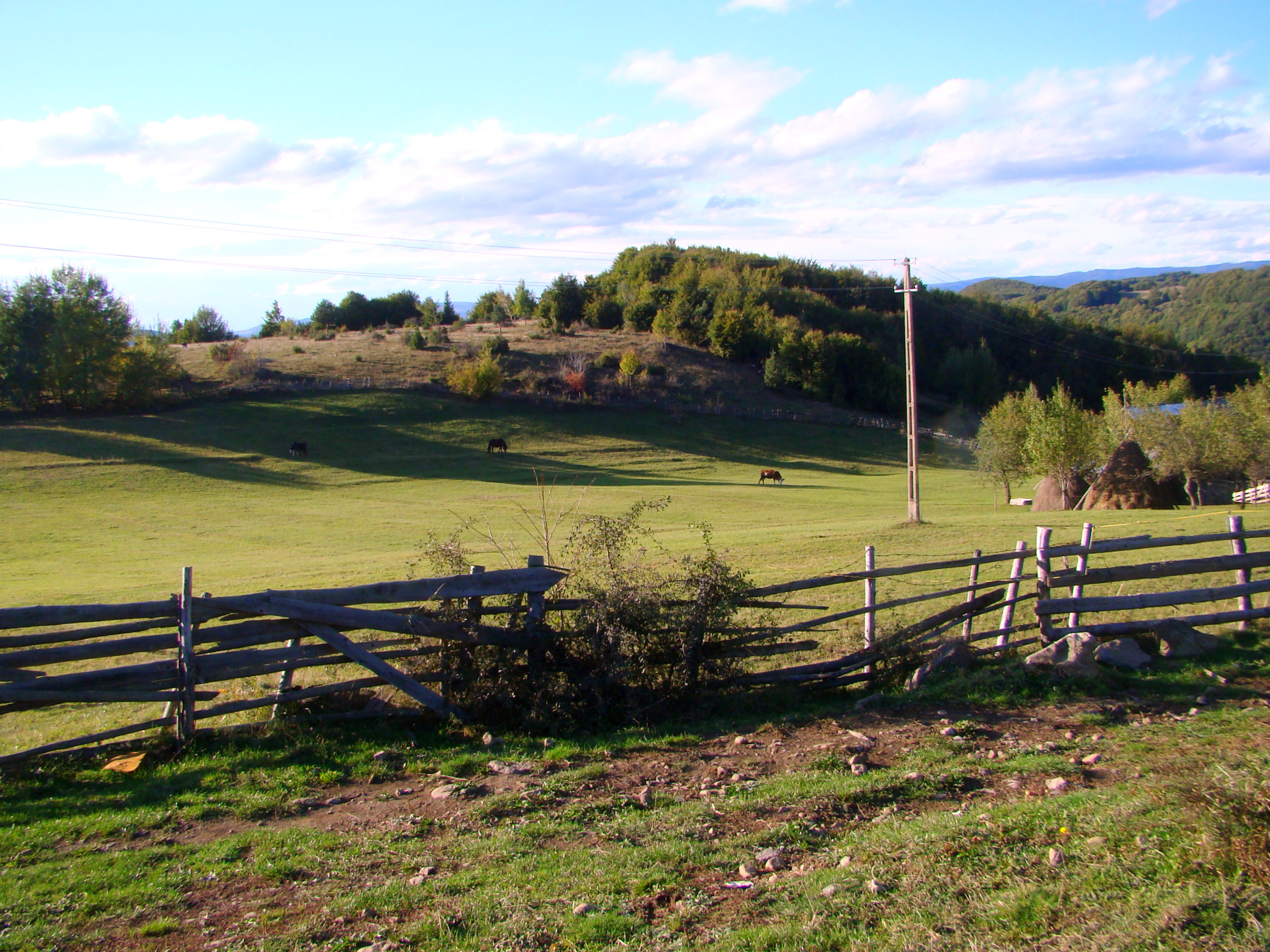
Becaș
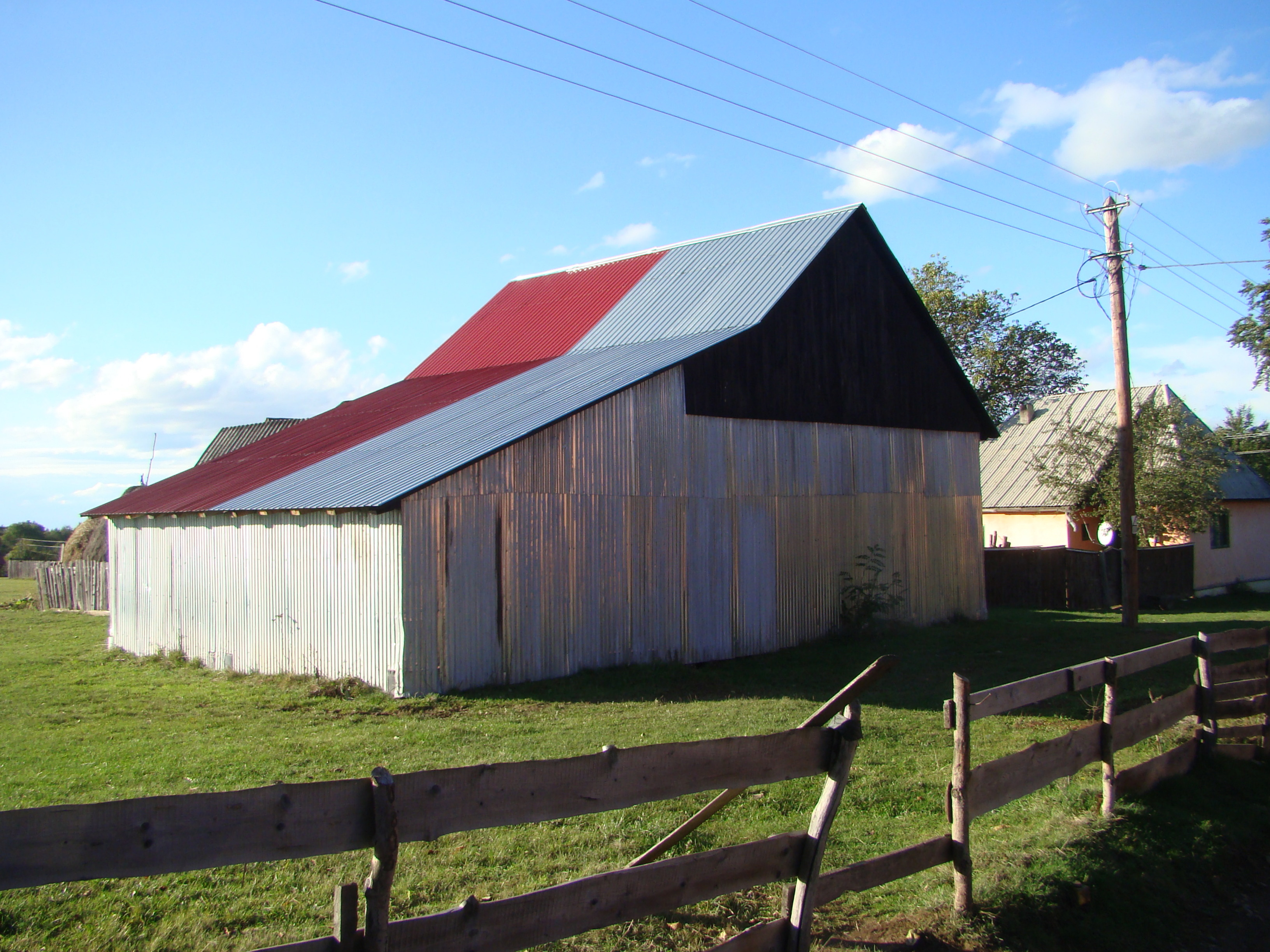
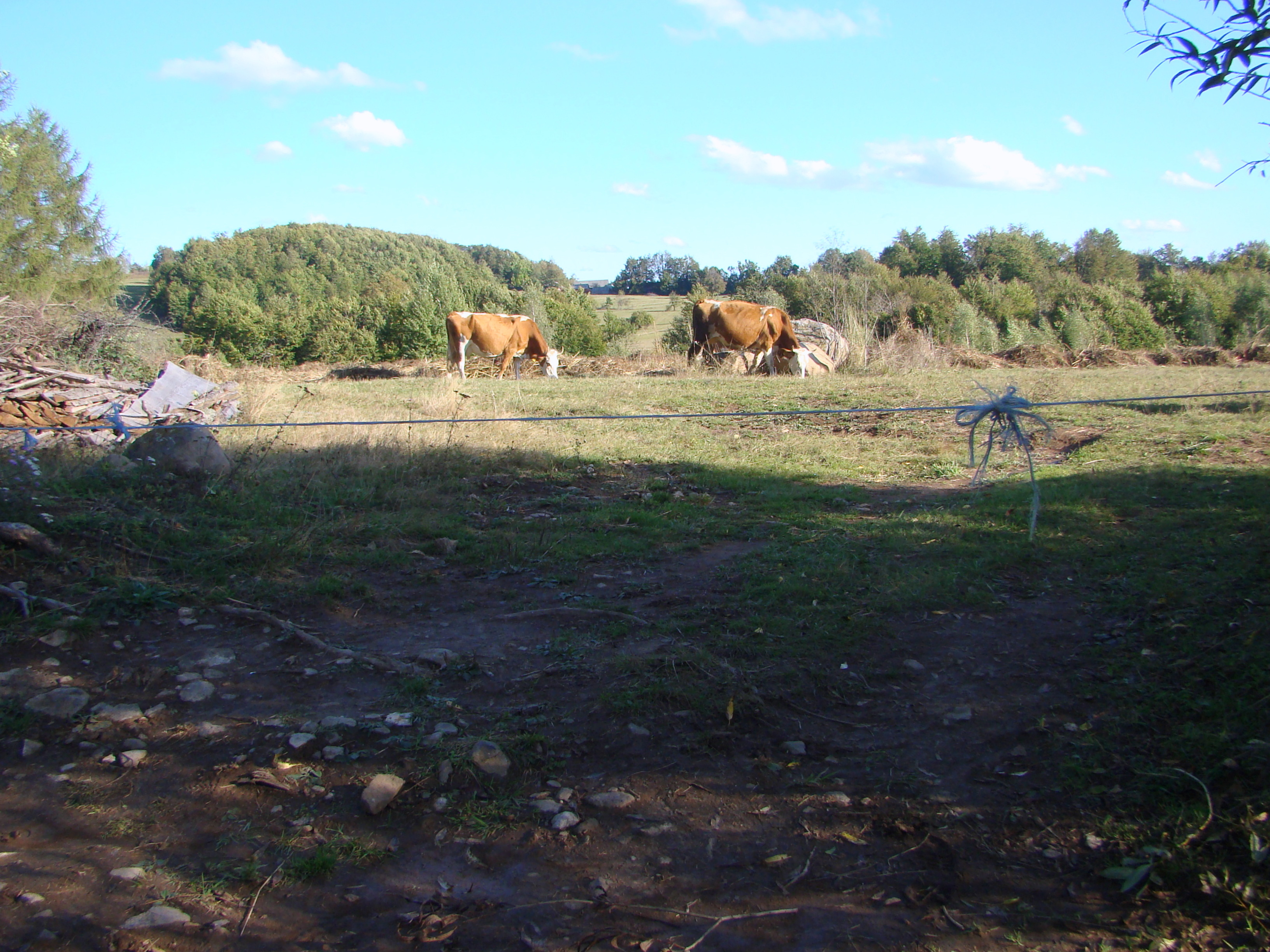
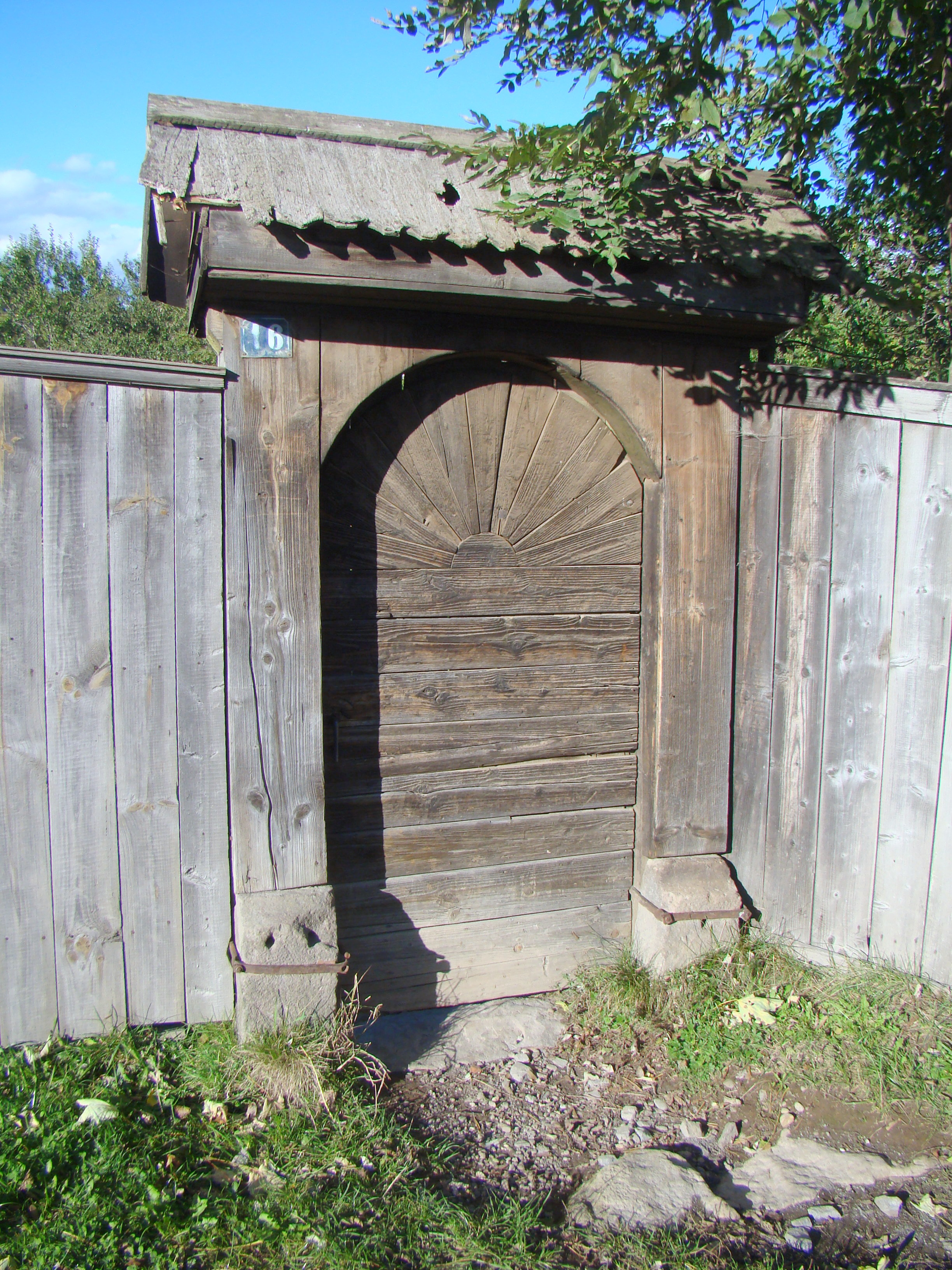
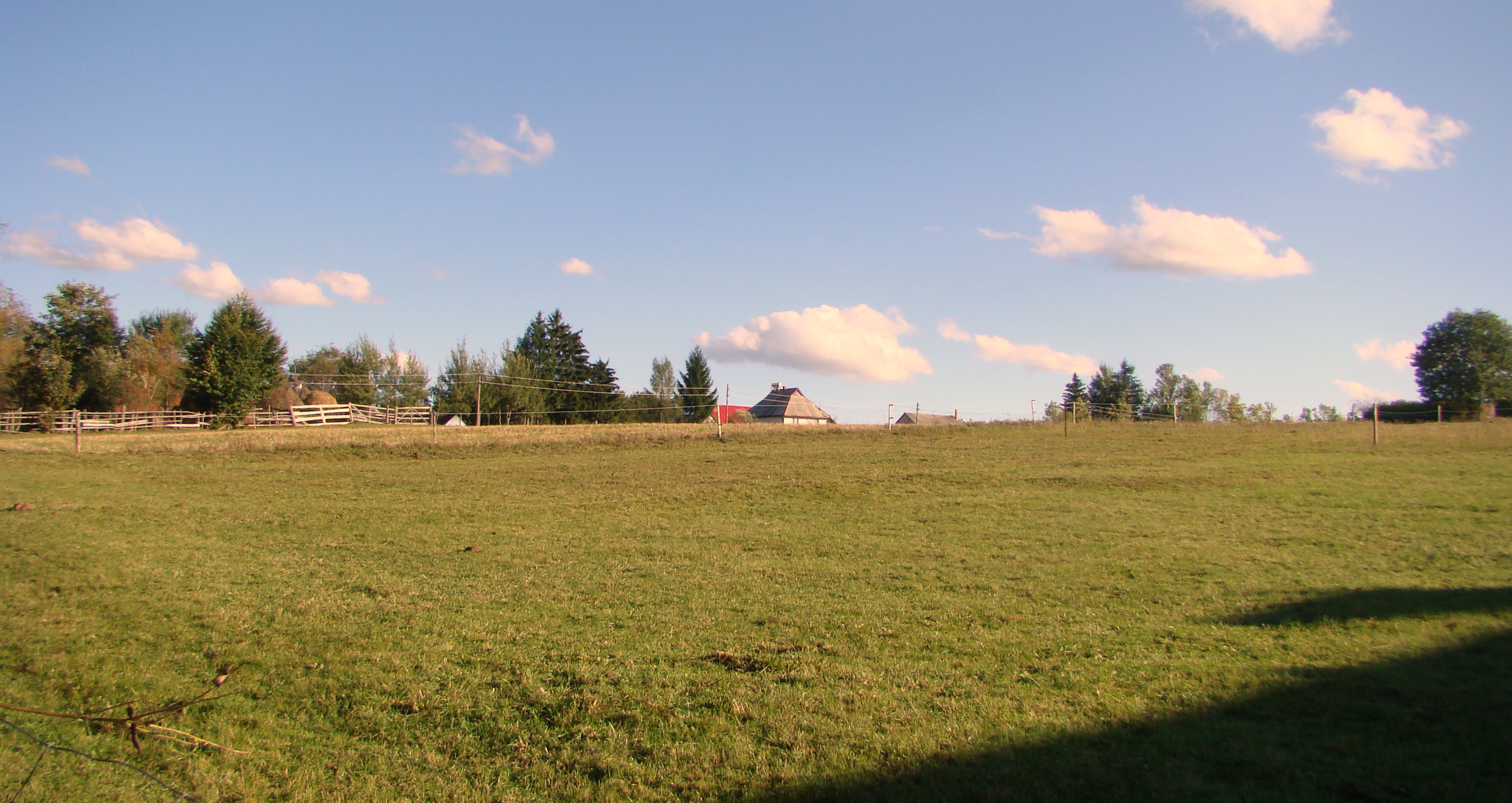
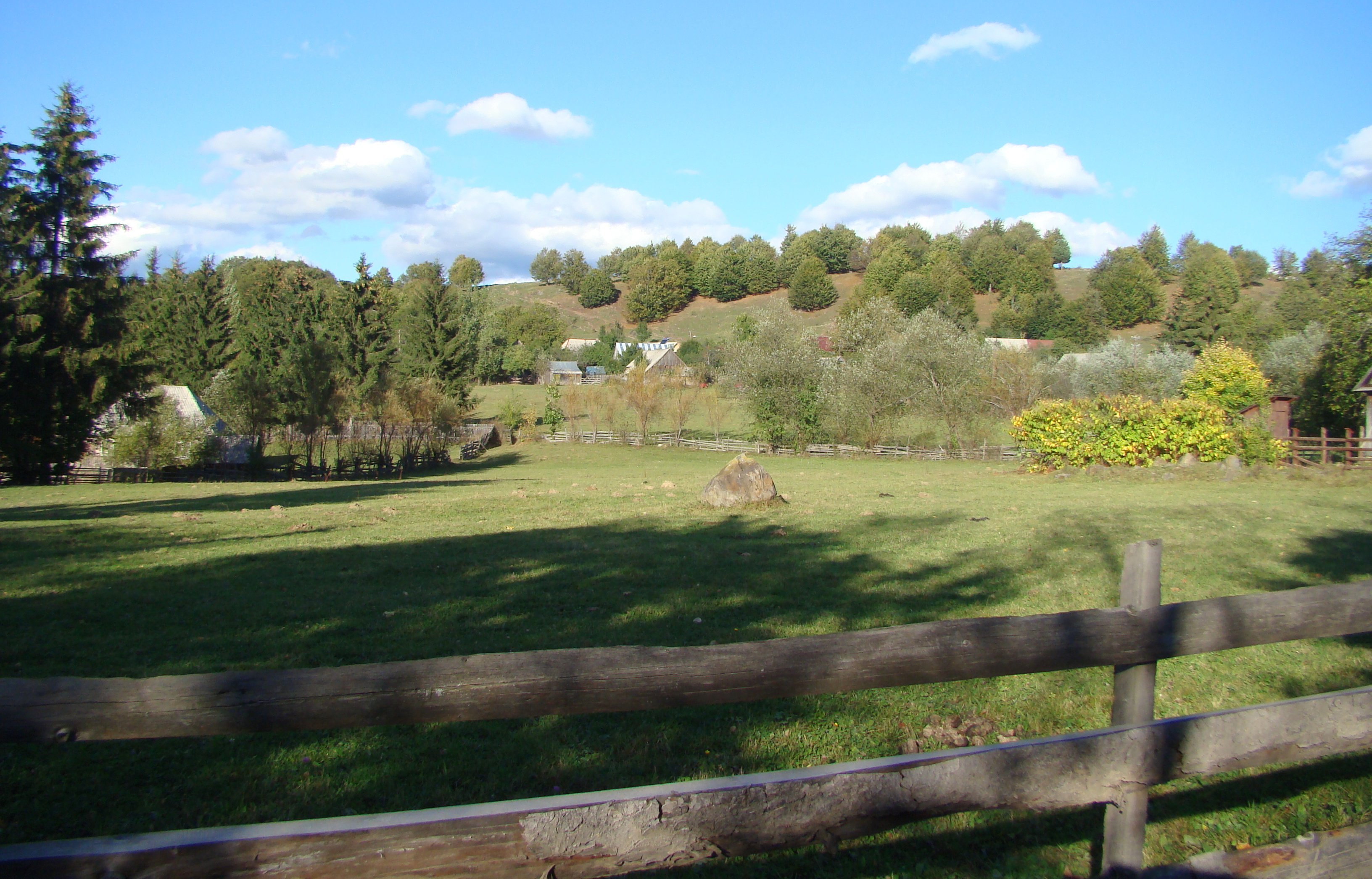